# Sophie Taeuber-Arp

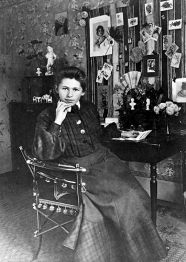
Sophie Taeuber, um 1903

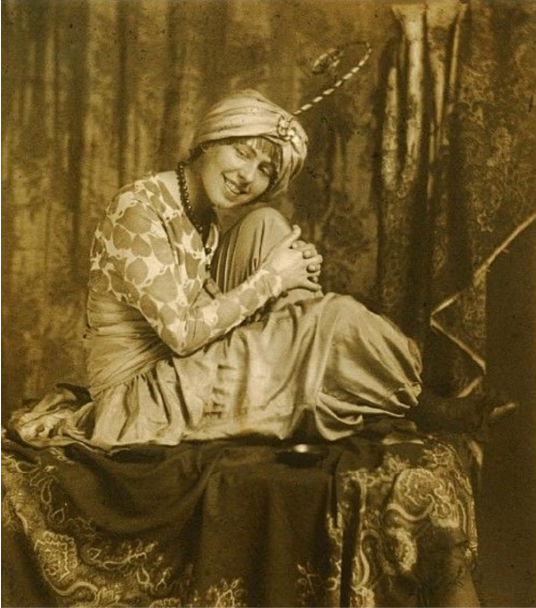
Sophie Taeuber als Odaliske verkleidet, 1914

Sophie Henriette Gertrud Taeuber-Arp (* 19. Januar 1889 in Davos als Sophie Henriette Gertrude Taeuber; † 14. Januar 1943 in Zürich) war eine Schweizer Malerin, Bildhauerin, Textil-Gestalterin, Architektin und Tänzerin der Avantgarde. Als Vertreterin der konkreten, rhythmisch-geometrischen Kunst ist sie eine bedeutende Künstlerin des 20. Jahrhunderts. Sie gehört zu den Protagonisten des Dadaismus.

## Leben

### Kindheit und Jugend

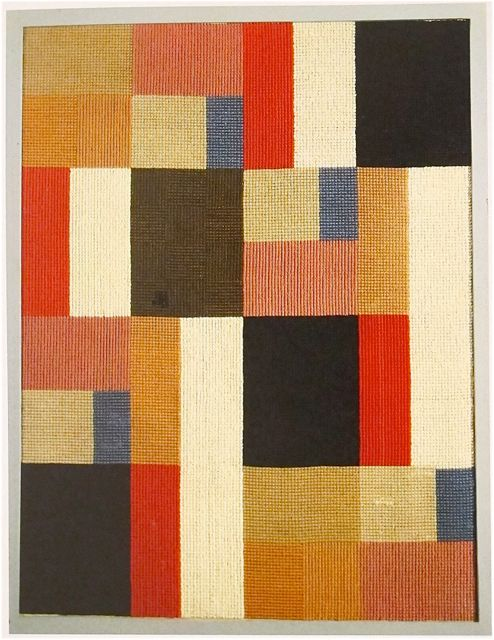
Vertikal-horizontale Komposition, 1916

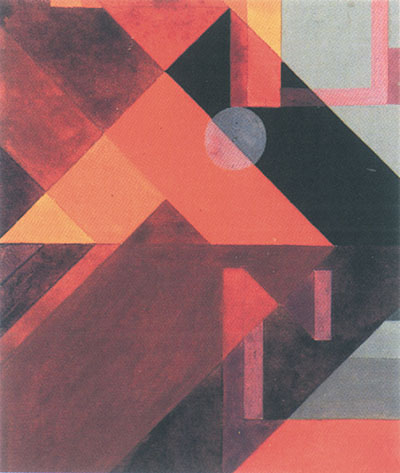
Komposition mit Diagonalen und Kreis, 1916

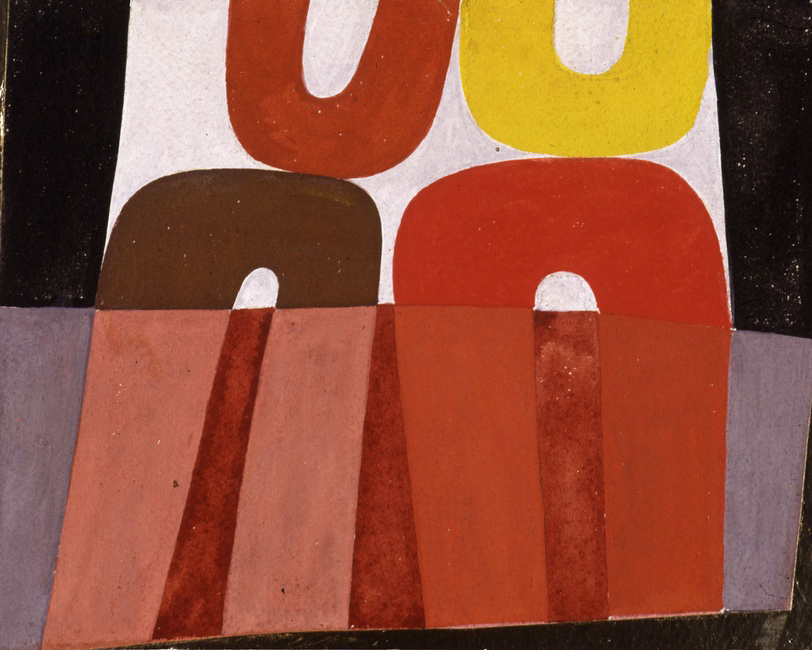
Komposition mit Bögen, 1918

Ohne Titel (Kopf, Porträt von Hans Arp), 1919

Sophie Taeuber wurde in Davos-Platz als fünftes Kind des aus Preussen stammenden Apothekers Emil Taeuber und seiner Frau Sophie Taeuber-Krüsi, einer Appenzellerin aus Gais, als Deutsche geboren. Nach dem frühen Tod des Vaters – er starb an Tuberkulose, als die Tochter zwei Jahre alt war – nahm die Mutter für sich und die Tochter die Schweizer Staatsbürgerschaft an und zog mit ihr nach Trogen, wo sie in der von der Mutter eröffneten und betriebenen „Pension Taeuber“ aufwuchs.
Von 1906 bis 1910 studierte Taeuber an der Textilabteilung der École des arts décoratifs in St. Gallen. Diese wurde von der Industrie- und Handelskammer St. Gallen, Appenzell, am 11. November 1867 gegründet. Ihr Lehrer war u. a. Johannes Stauffacher (1850–1916). Dieser unterrichtete an der Schule ab Mai 1888 „Stilisieren und Componieren unter besonderer Berücksichtigung der Bedürfnisse der Industrie“. Anschliessend war Sophie Taeuber von 1910 bis 1914 für Kunst und Gestaltung an der Debschitz-Schule in München und zwischenzeitlich 1912/13 an der Kunstgewerbeschule in Hamburg (Maria Brinckmann) immatrikuliert. Im Sommer 1914 bekam sie ihr Diplom in München, das sie zum Unterrichten qualifizierte, und zog dann zu ihrer Schwester nach Zürich.

### Ausdruckstanz
Neben ihrer Tätigkeit als Kunsthandwerkerin begann sie 1915 eine Tanzausbildung bei Rudolf von Laban und dessen Assistentin Mary Wigman in Zürich. In mehreren Sommern tanzte sie mit der Laban-Gruppe bei der Künstlerkolonie auf dem Monte Verità oberhalb von Ascona. Sie tanzte dort zusammen mit Mary Wigman, Katja Wulff, Suzanne Perrottet und anderen bei dem von Rudolf von Laban inszenierten grossen „Sonnenfest“ im August 1917. Taeuber trat mehrfach als Ausdruckstänzerin im Rahmen von DADA Zürich auf, teils als Teil einer Laban-Tanzgruppe. Belegt sind zwei Soloauftritte in DADA-Veranstaltungen, davon einer zur Eröffnung der Galerie DADA am 29. März 1917.

### Kunstgewerbeschule Zürich
Ab Mai des Jahres 1916 leitete Taeuber die Textilklasse an der Zürcher Kunstgewerbeschule. Bis 1929 unterrichtete sie mit dem Ziel, Kunst, Gestaltung, Handwerk und Alltag auf schöpferische Weise zu verbinden, die Grenzen zwischen den Gattungen aufzuheben. Vom Anti-Rationalen des Dada blieb Sophie Taeuber relativ unberührt. Nach den Worten Max Bills „war sie bestrebt, ihren Schülerinnen einen Begriff von den Problemen der Zeit zu vermitteln, so dass diese nicht ins sinnlos Kunstgewerbliche abglitten.“ Ihre Tätigkeit als Lehrerin bildete ca. 12 Jahre lang die finanzielle Grundlage für ihren und Hans Arps Lebensunterhalt.

### Dada und Konstruktive Kunst

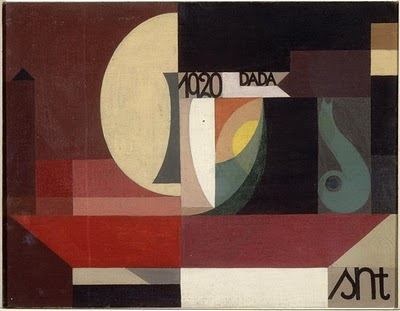
Dada-Komposition, 1920

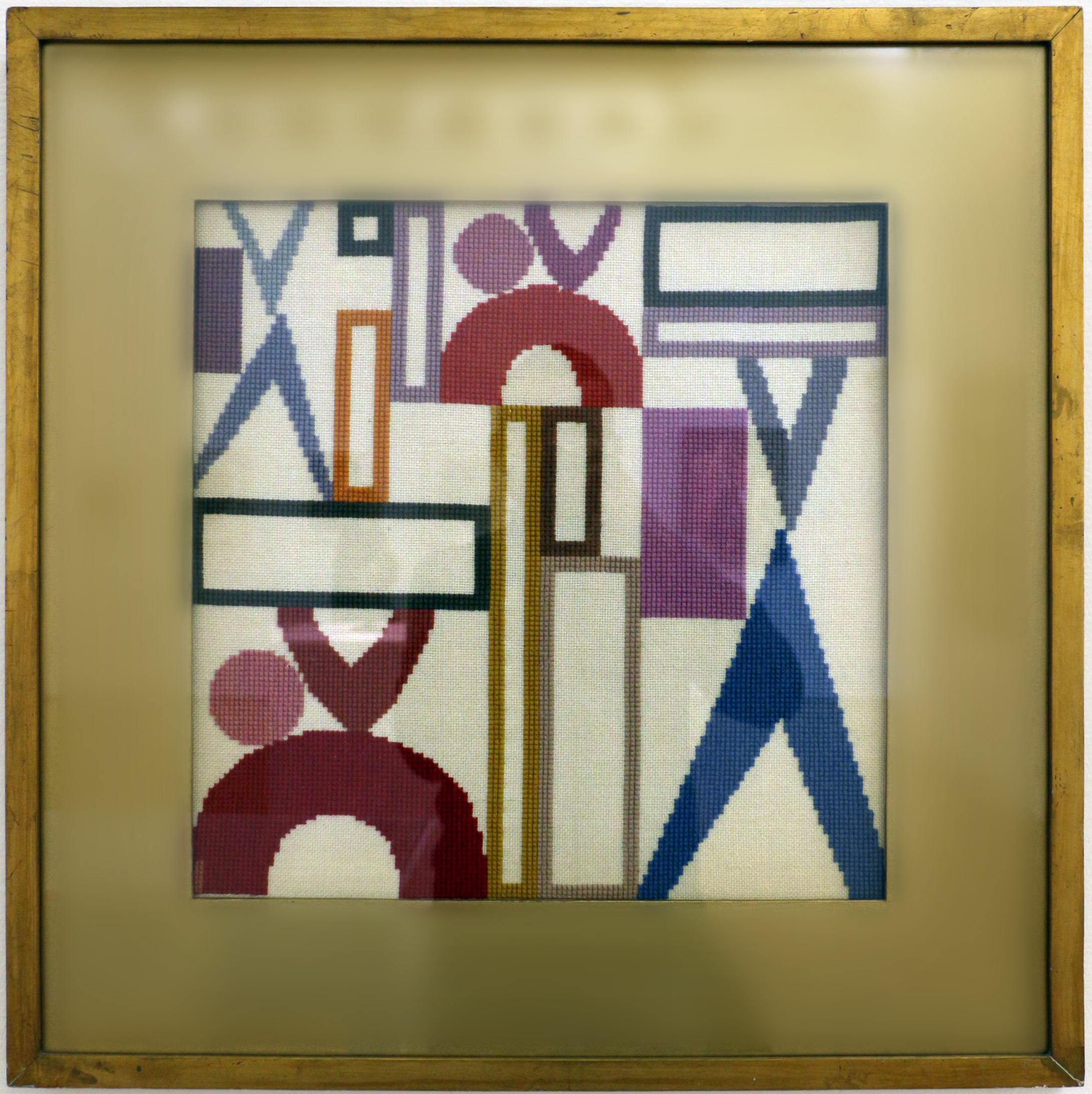
Dada-Tapisserie, 1920

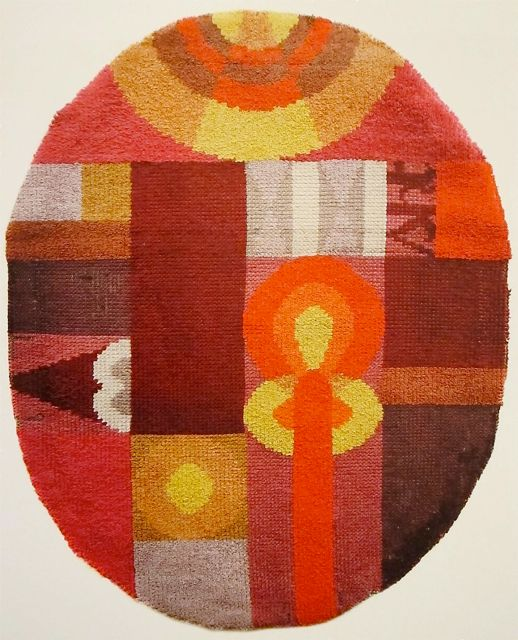
Ovale Komposition mit abstrakten Motiven, 1922

Während der Zeit des Ersten Weltkriegs, in dem die Schweiz sich neutral verhielt, trat Sophie Taeuber im Jahr 1915 dem Schweizerischen Werkbund bei, dem sie bis 1932 angehörte.
Auf einer Ausstellung in der Galerie Tanner lernte sie Hans Arp kennen. Beide lehnten die traditionellen Kunstformen und Materialien ab und suchten nach Alternativen. Taeuber und Arp begannen, gemeinsam mit elementaren Formen zu arbeiten, zugleich intensivierte sich ihre Freundschaft. Hans führte Sophie in den Kreis der Dadaisten ein.
Am 5. Februar 1916 eröffnete die Künstlerkneipe Cabaret Voltaire in Zürich unter der Leitung von Hugo Ball und der Mitarbeit von Emmy Hennings, Tristan Tzara, Marcel Janco, Richard Huelsenbeck, Hans Arp und anderen gleichgesinnten Künstlern. In künstlerischen Darbietungen (Gedicht-Rezitationen, Kabarett, Lesungen, Gesang, Tanz, Konzerte, Ausstellungen), Gesprächen und Lebensart wurde dort „Dada“ entwickelt. Sophie Taeuber trat im Cabaret Voltaire als Ausdruckstänzerin auf. Zur Eröffnung der von Emmy Hennings gegründeten „Galerie Dada“ im März 1917 tanzte sie nach Versen von Ball und in einer schamanischen Maske von Marcel Janco. Ein Jahr später war sie Mitunterzeichnerin des Dadaistischen Manifests in Zürich. 1918 entstand auch der erste ihrer berühmten „Dada-Köpfe“.
Über die Arbeit mit textilem Weben gelangte sie zu neuen Ausdrucksformen: Bereits 1915 malte Taeuber mit ihren „vertikal-horizontalen Kompositionen“ vollständig ungegenständliche (nicht von der Anschauung abstrahierende) Bilder. Diese gehören zu den ersten konkreten / konstruktiven Kunstwerken der Moderne und entstanden ungefähr zeitgleich mit denen von Piet Mondrian und Kasimir Malewitsch. Heute gilt Sophie Taeuber als eine Pionierin der Konstruktiven und Konkreten Kunst und als Initiatorin der Bewegung der Konstruktiven/Konkreten Kunst in Zürich (die zeitgleich v. a. in Russland durch die Russische Avantgarde und in den Niederlanden durch die Gruppe De Stijl entwickelt wurde). Sowohl der Ausdruckstanz als auch die konstruktive Kunst wurden durch Sophie Taeuber Teil von DADA Zürich.

### Marionetten-Theater
1918 fand in Zürich die Ausstellung des Schweizerischen Werkbundes statt. In diesem Rahmen erhielt Taeuber von Alfred Altherr (Direktor der Kunstgewerbeschule und des Kunstgewerbemuseums Zürich) den Auftrag, das Stück König Hirsch von Carlo Gozzi – in der modernen Bearbeitung von René Morax – zu inszenieren und auszustatten. Zu ihren dabei entstandenen Bühnenbildern und Marionetten können die kubistischen Bühnenbilder und Kostüme Picassos für Cocteaus Libretto zum Ballett Parade 1917 und das Triadische Ballett von Oskar Schlemmer 1922 in Beziehung gesetzt werden. Die Marionette Wachen persifliert den Militarismus des Futurismus und kann als erste Figuration eines „Roboters“ bezeichnet werden. Die Marionetten befinden sich heute in der Sammlung des Museum für Gestaltung Zürich, im Toni-Areal der Zürcher Hochschule der Künste (ZHdK).
Zitat nach Klaus Minges: „Sophie Taeuber verfolgte das Ziel der Dadaisten, die Zerstörung kaiserzeitlicher Kultur mit Mitteln, die genauso radikal sind wie der Krieg, auf subtile Weise auch in den Marionetten; es ist nicht zu verkennen, dass von ihrer Inszenierung eine subversive Kraft ausgeht. Das Unmenschliche der Figuren, die Absurdität eines Staatswesens kurzlebiger Drohnen und gesichtsloser Militärs scheint dem Publikum nicht entgangen zu sein. Über die Uraufführung am 11. September 1918 schweigt sich die Zürcher Tagespresse aus. Das Stück verschwand vom Spielplan, die zweite Aufführung fand erst 1965 in St. Gallen statt. Das Spiel von 1918 ist in Taeubers Werk eine singuläre Erscheinung, blieb ihr doch Figürliches eher fremd. Gerade in den Marionetten aber ist zu verfolgen, wie aus den einfachsten Prinzipien der Gestaltung mit Horizontalen und Vertikalen komplexe Skulpturen zu entwickeln sind. Konstruktivismus und konkrete Kunst sind mit Elementen des Surrealen glücklich vereinigt.“

### Bildergalerie «Dada-Marionetten»

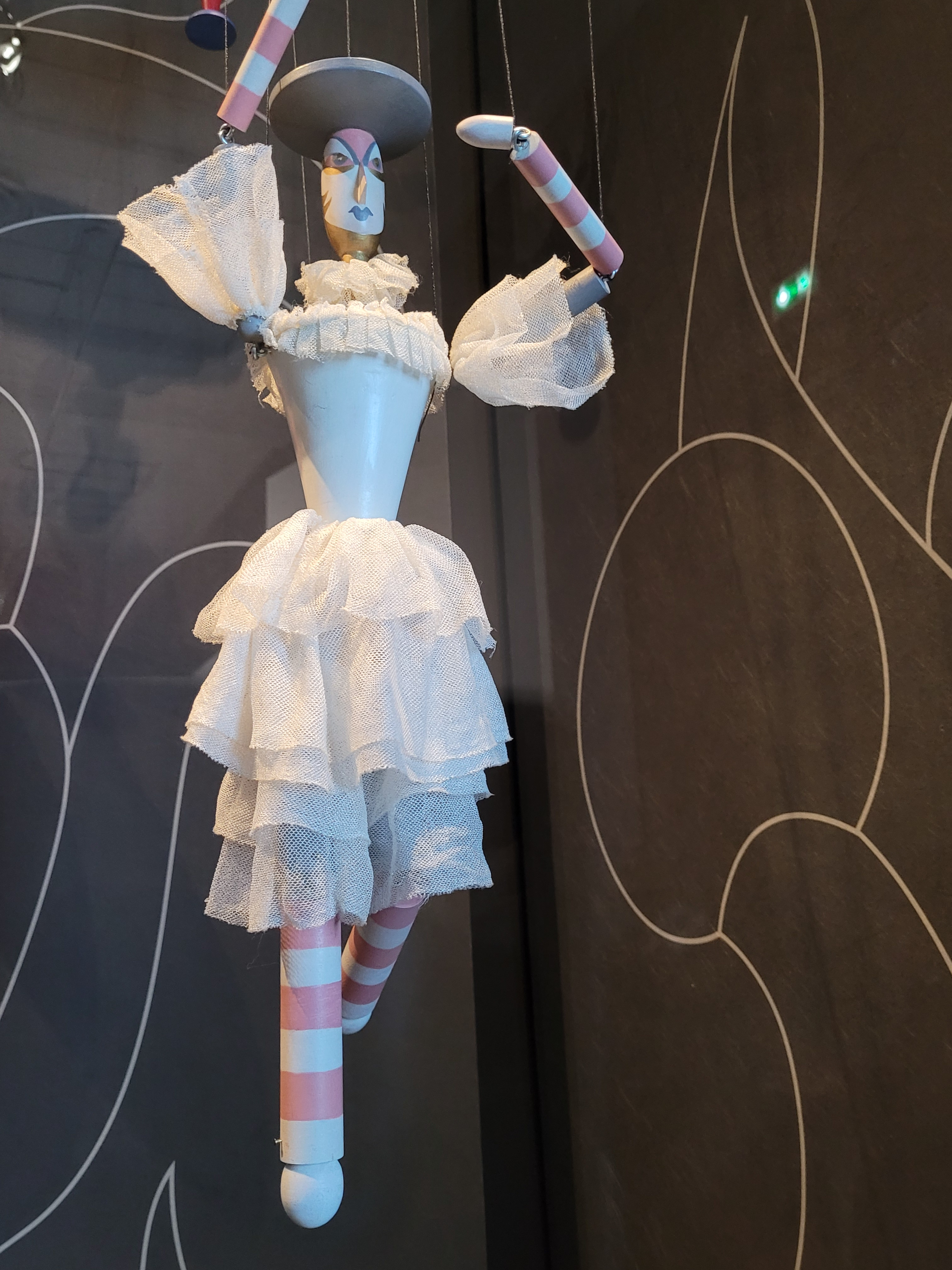
Angela
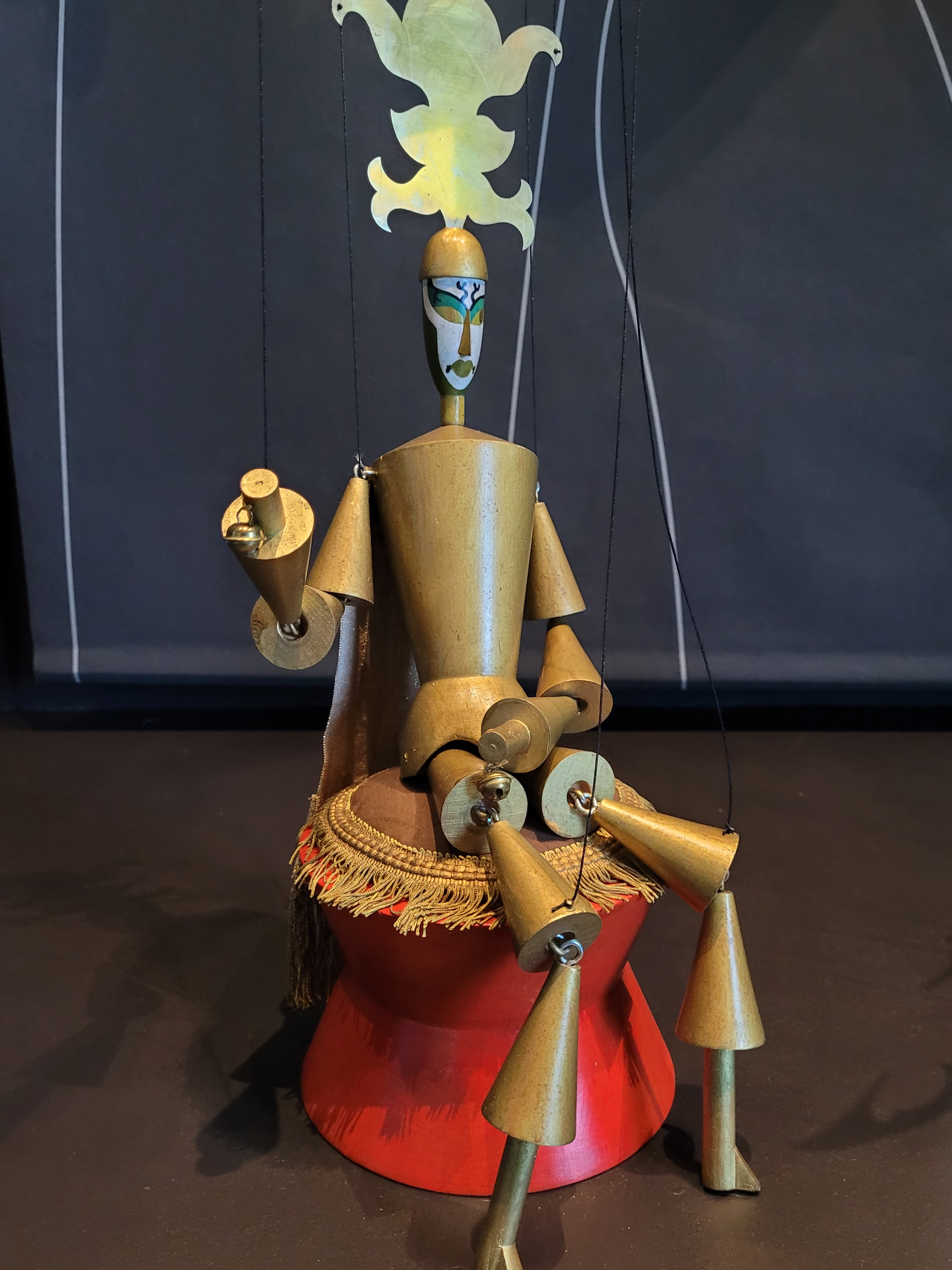
König Deramo
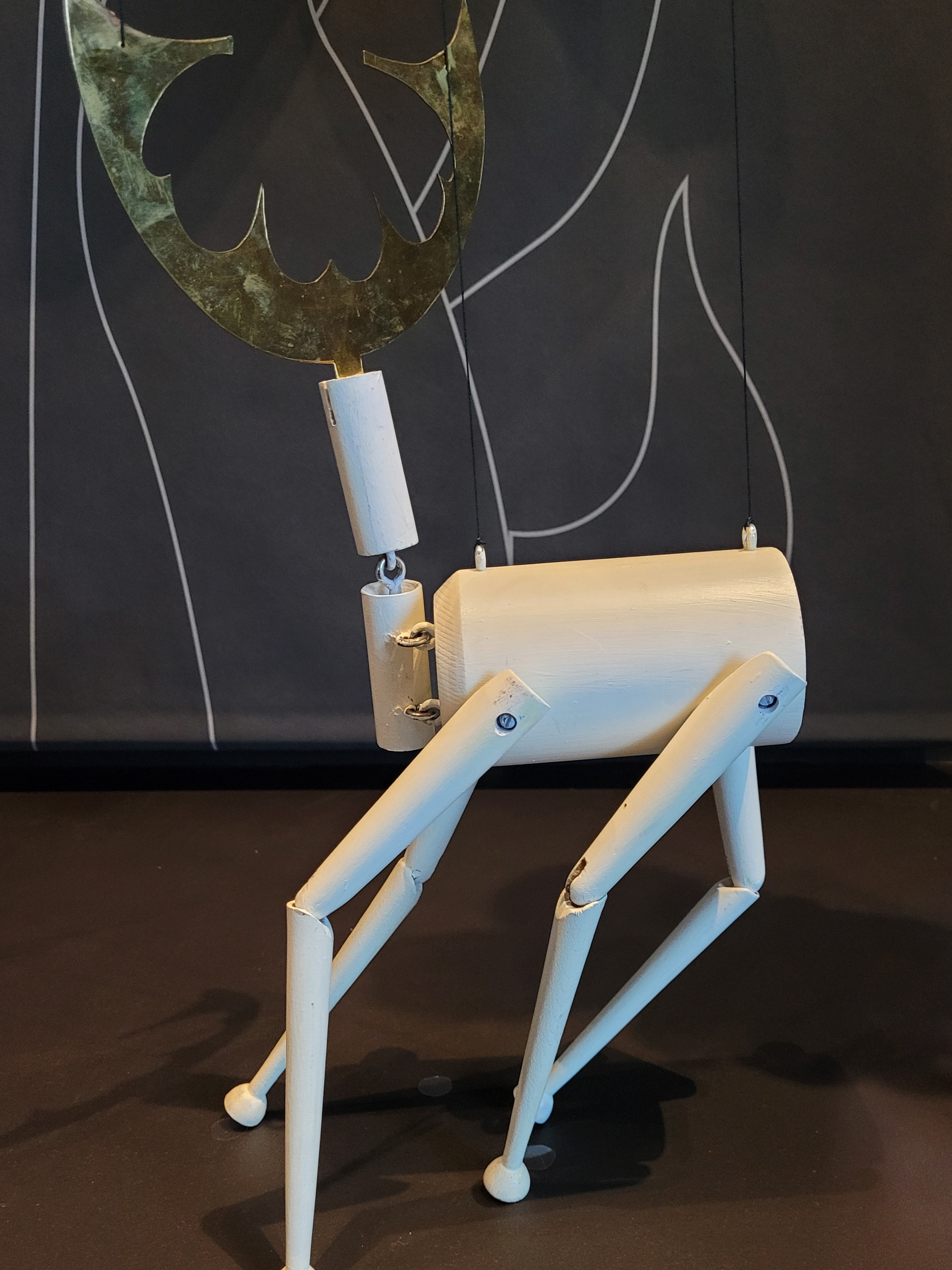
Das Reh
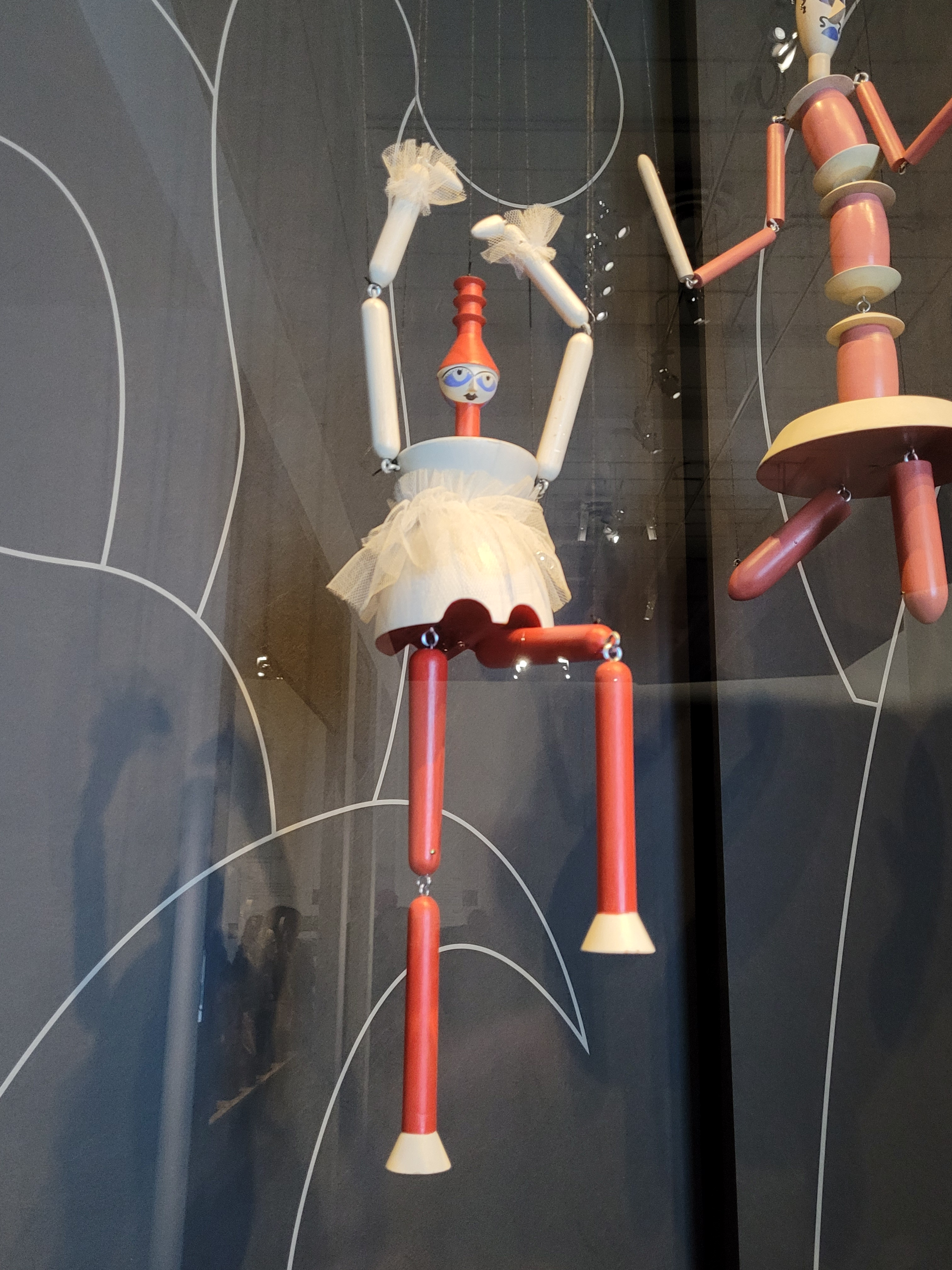
Clarissa

Ihr Kontakt und Austausch mit Künstlern und Literaten war in jener Zeit weiterhin rege. Im Sommer 1922 trafen sie sich beispielsweise mit Max Ernst, Paul und Gala Éluard und Tristan Tzara in Tirol.

### Heirat mit Hans Arp
Am 20. Oktober 1922 heirateten Sophie Taeuber und Hans Arp im kleinen Tessiner Ort Pura. Den nächsten Sommerurlaub verbrachten sie mit Kurt Schwitters und Hannah Höch auf der Insel Rügen.

### Jahre in Strassburg

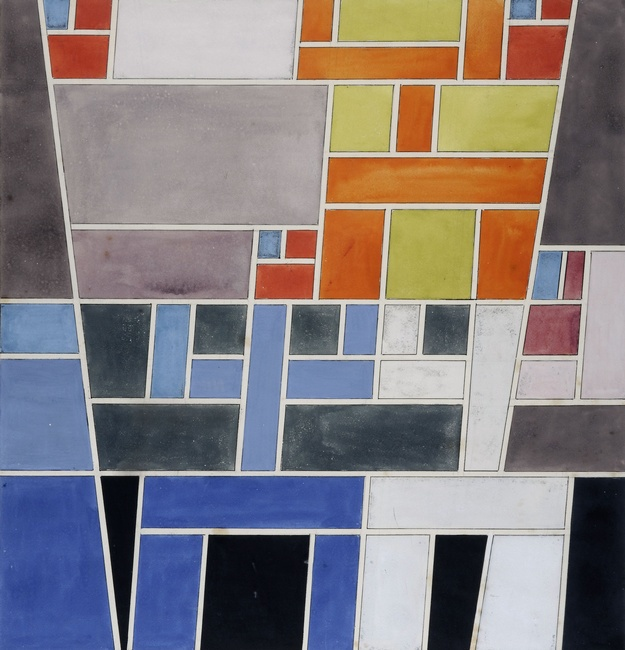
Komposition, 1926 oder 1927

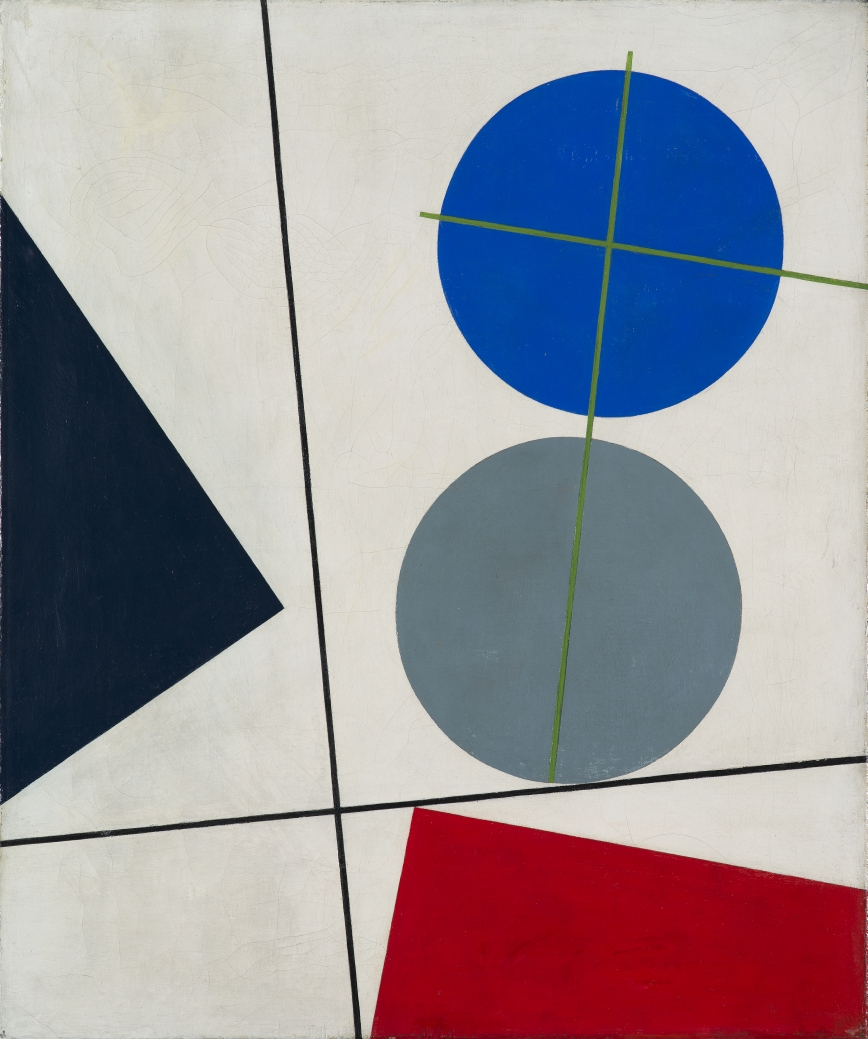
Komposition, 1931

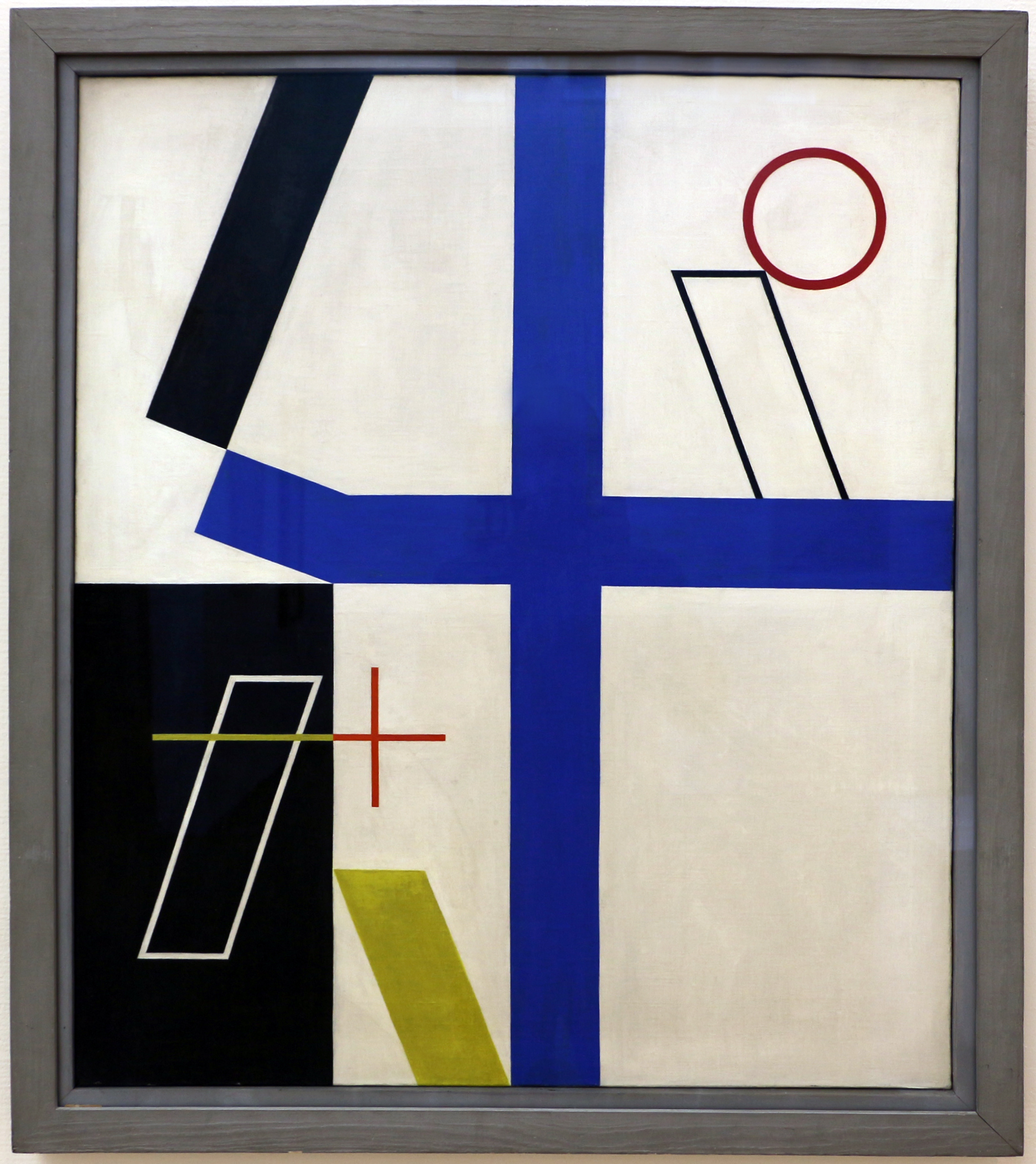
Quatre espaces à croix brisée, 1932

Six espaces à quatre petites croix, Öl auf Leinwand, 1932

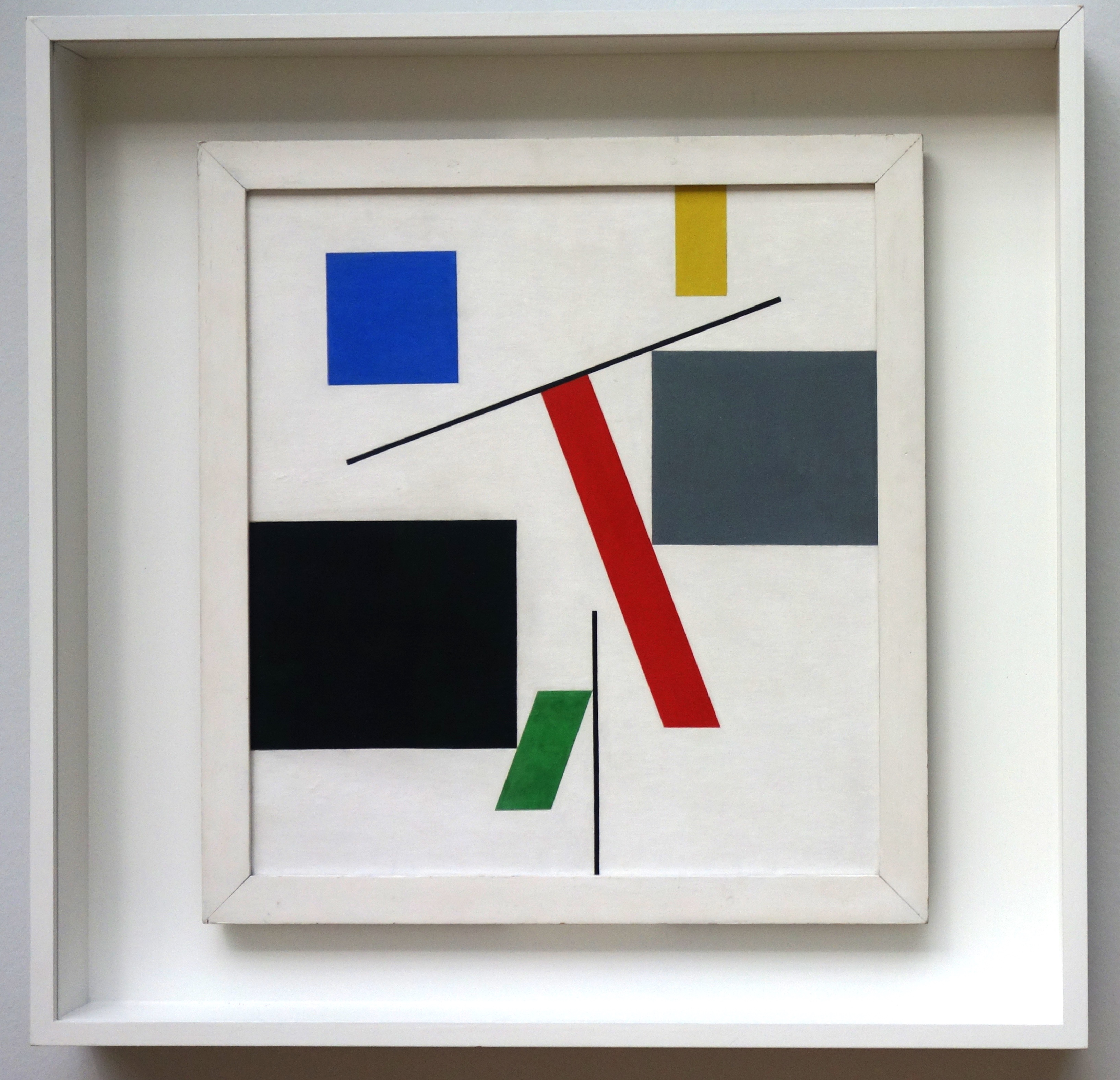
1932

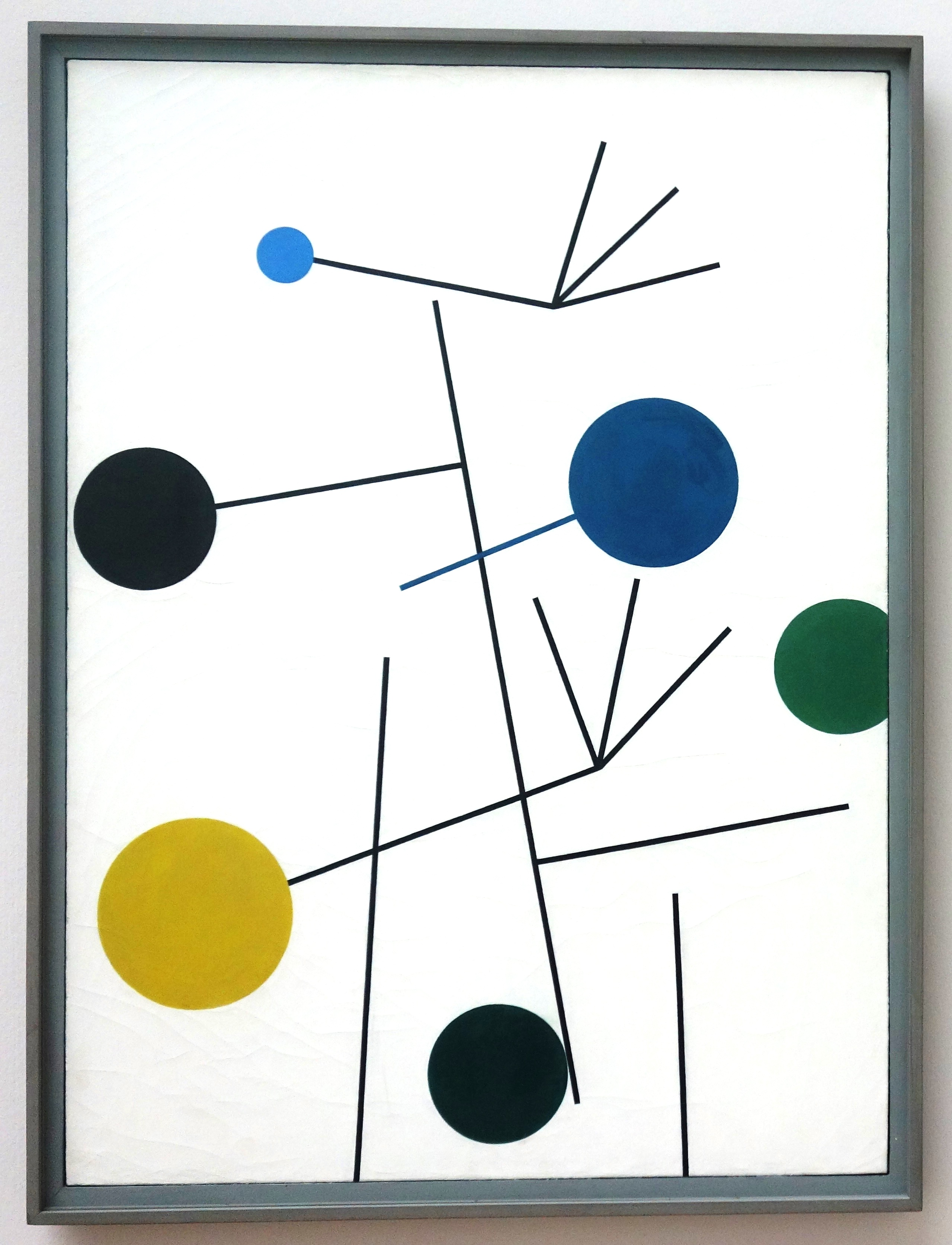
Hochfliegen, fallen, klammern, fliegen, 1934

1926 zogen die Arps nach Strassburg, wo beide die französische Staatsbürgerschaft annahmen. Sophie Taeuber-Arp arbeitete zugleich bis 1929 weiter an der Kunstgewerbeschule in Zürich. In Strassburg erhielt Taeuber zahlreiche Aufträge für Innenraum-Gestaltungen. Ihr erstes grosses Projekt war die Wandgestaltung des Hotel Hannong. 1926 erhielt Taeuber von André und Paul Horn den Auftrag, auf der Place Kléber in Strassburg die Aubette, ein multifunktionales Vergnügungszentrum mit Kino, Tanzsaal, Restaurant, Tea-Room und Bar, zu gestalten. Sie zog Hans Arp hinzu sowie den befreundeten Künstler und Architekten Theo van Doesburg. Bis 1928 arbeiteten sie zusammen an der Aubette. Das Pendeln zwischen Zürich, Paris und Strassburg belastete sie sehr, ein Kuraufenthalt wurde nötig. Sie verbrachte ihn, lungenkrank, mit Gala und Paul Éluard in Arosa. Mit dem Erlös aus dem Aubette-Auftrag bauten sich die Arps ein Haus in Meudon/Clamart bei Paris. Architektur, Gartengestaltung und Möbel ihres Wohn- und Atelierhauses entwarf Sophie Taeuber-Arp.

### Fotogalerie der rekonstruierten «Aubette» in Strassburg

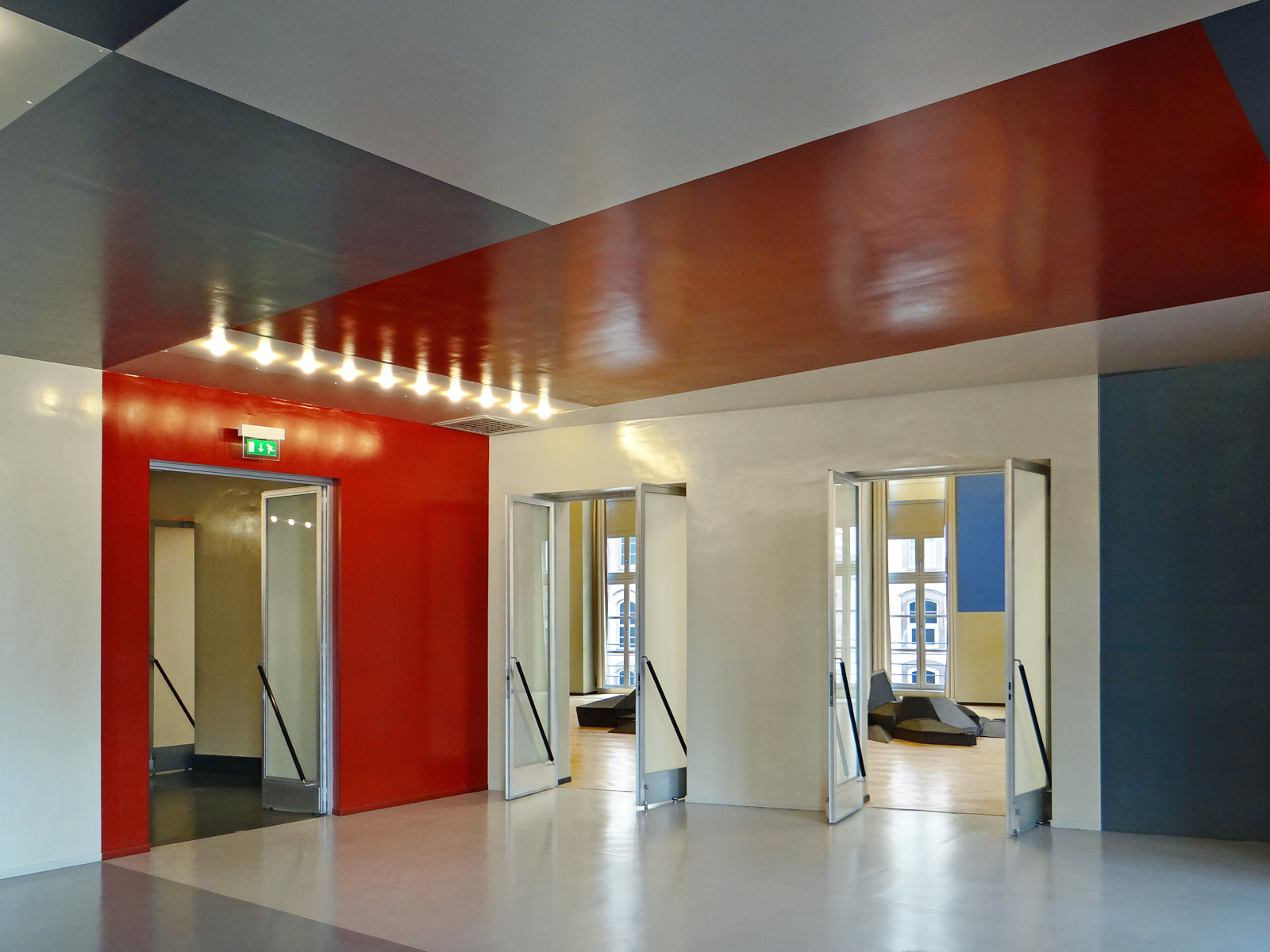
Foyer-Bar
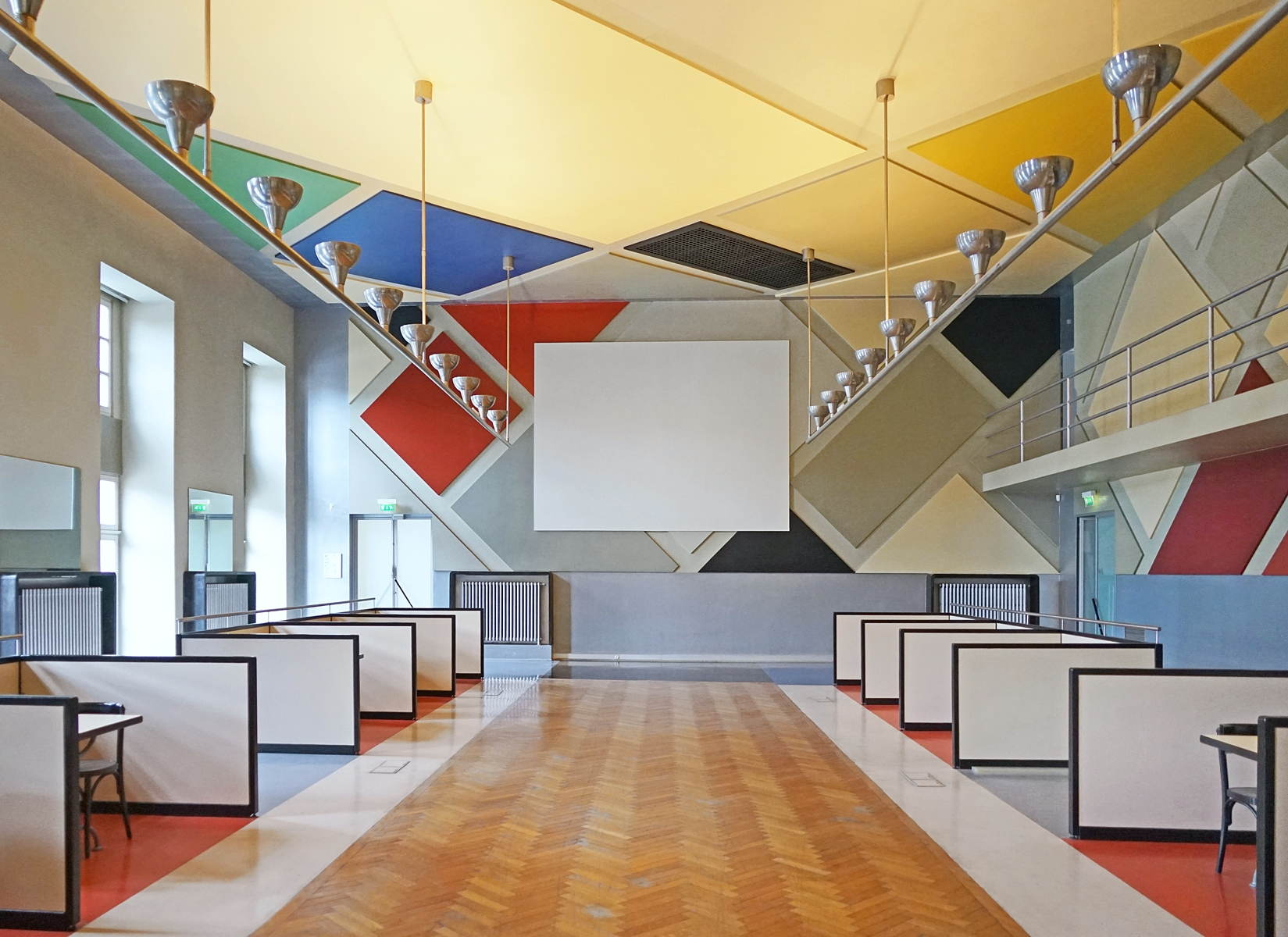
Kino und Tanz
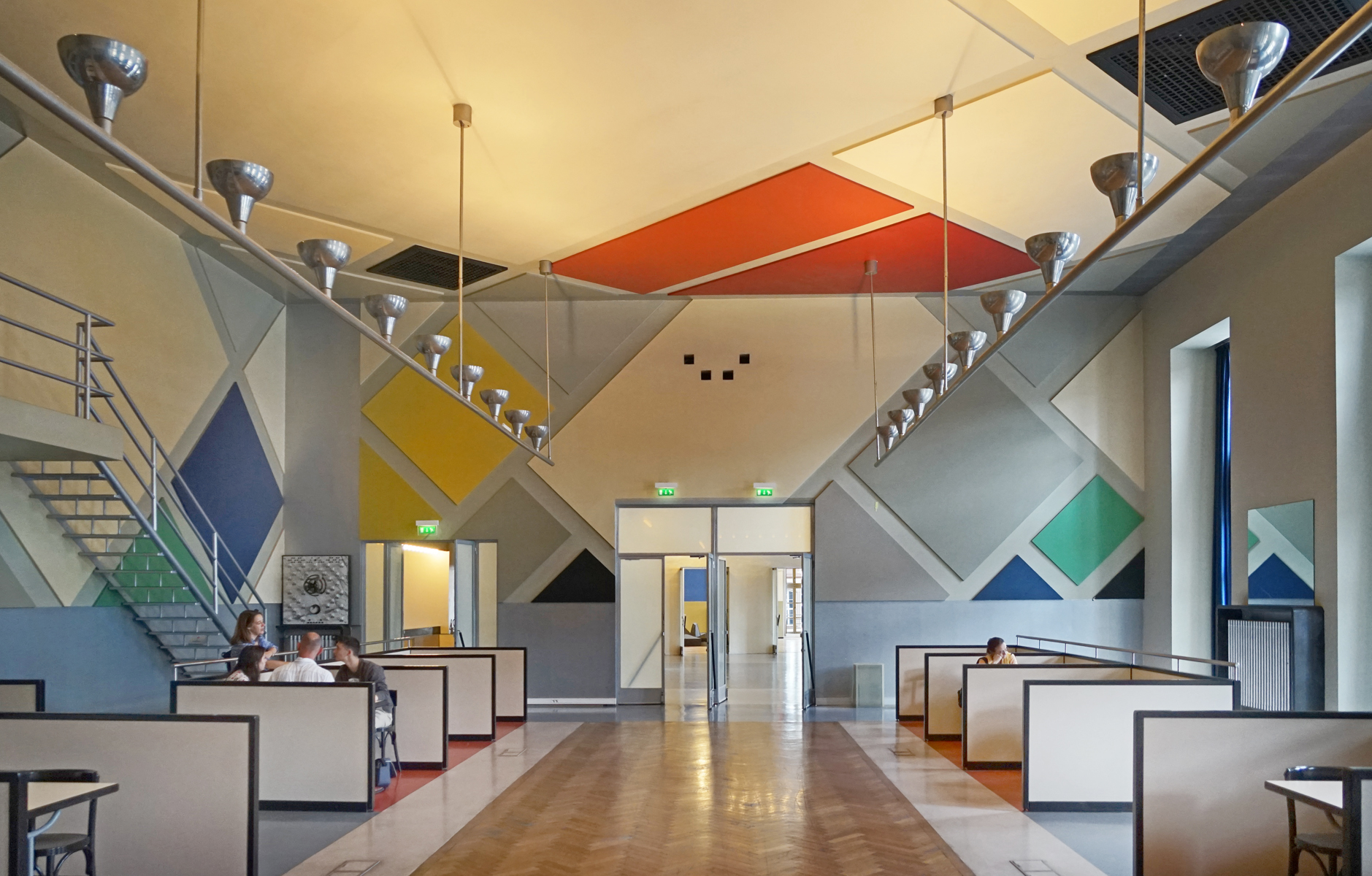
Kino und Tanz
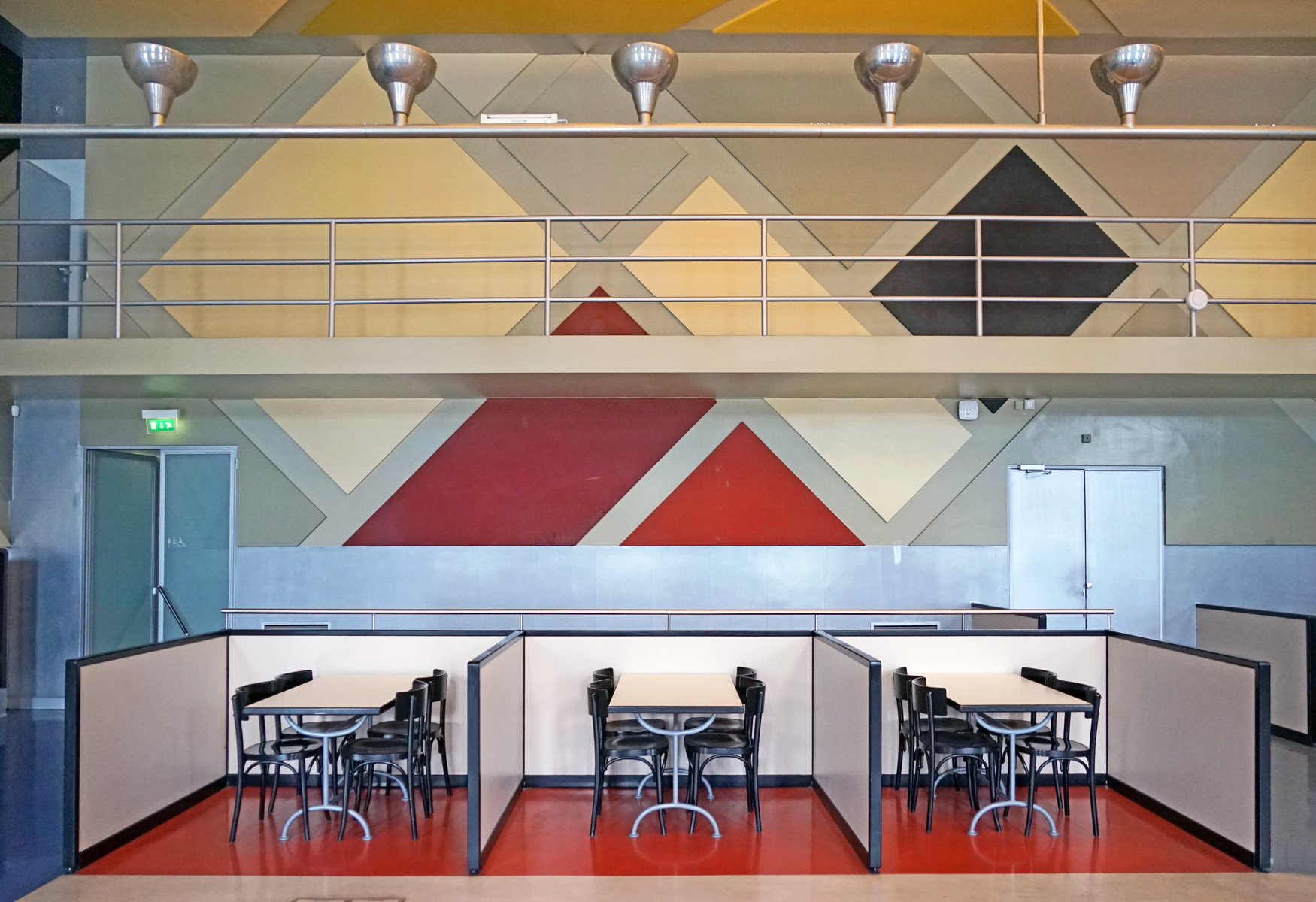
Café-Restaurant
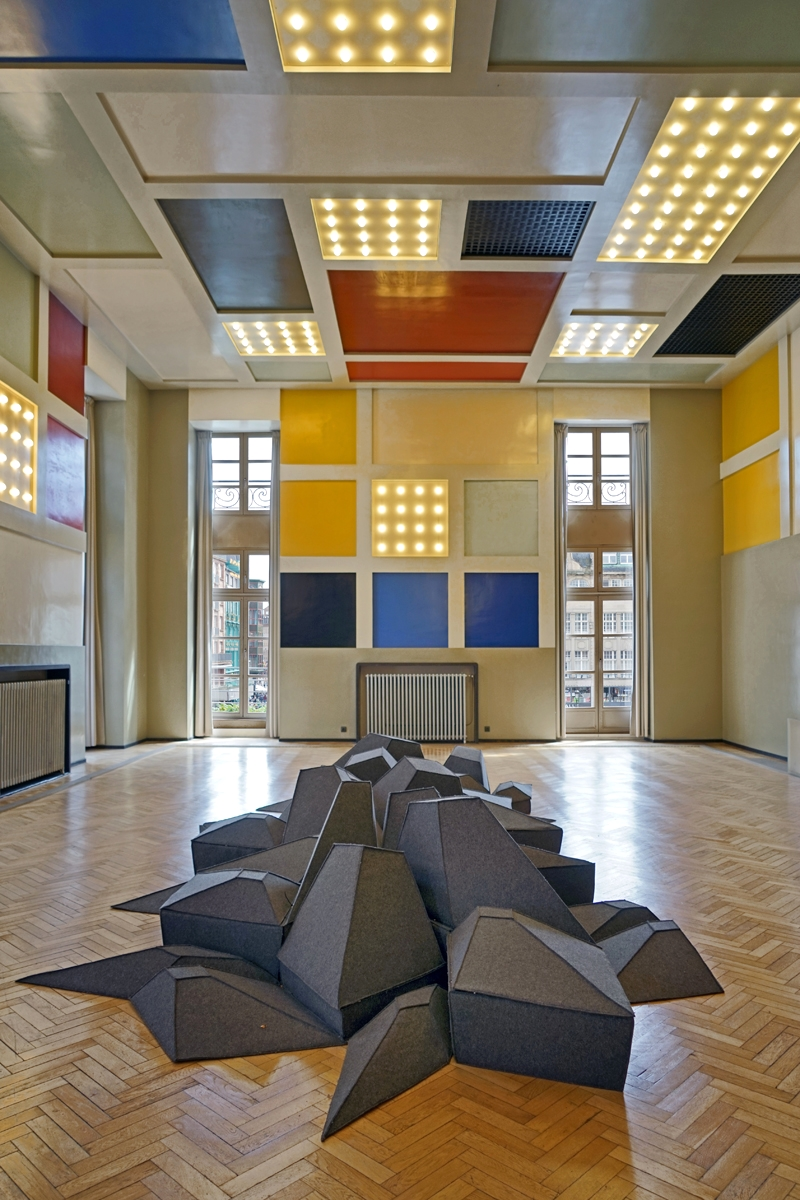
Festsaal
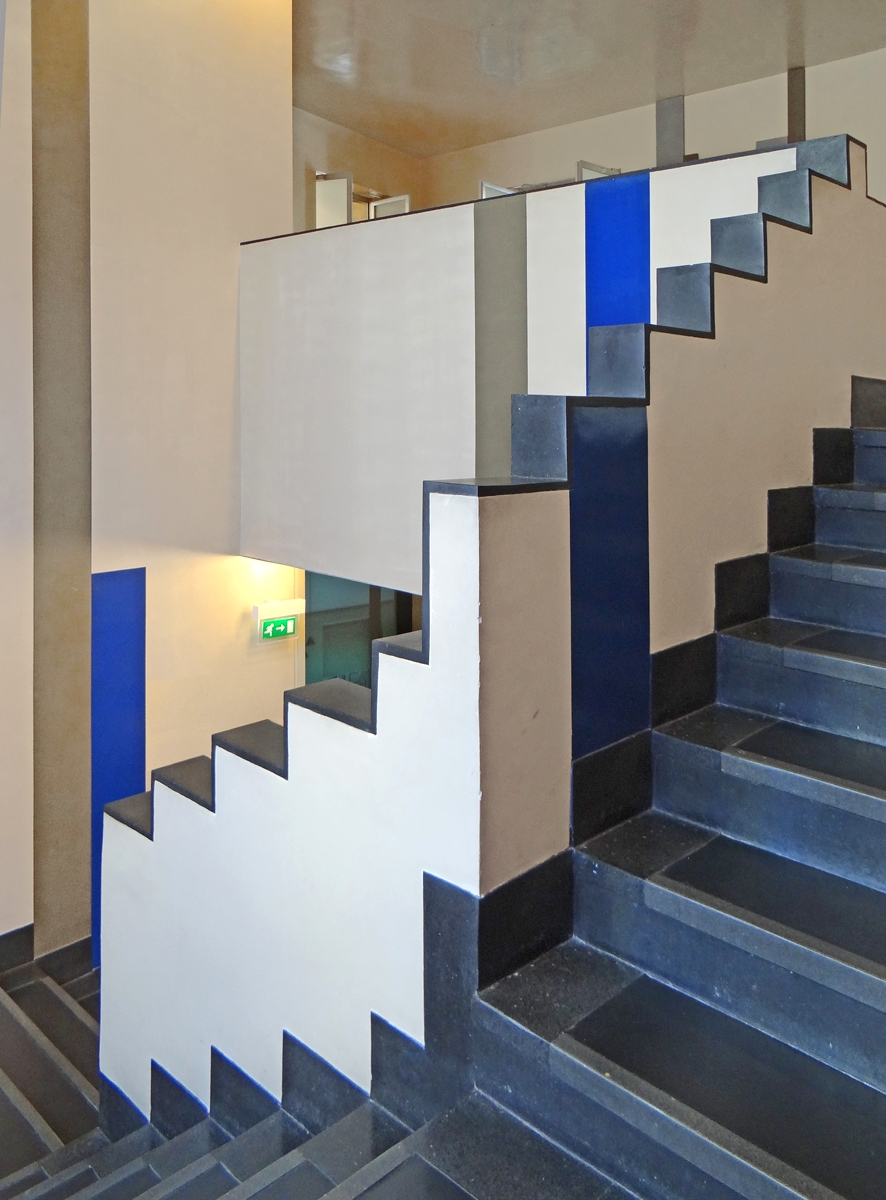
Treppe

### Jahre in Paris
Sophie Taeuber und Hans Arp waren Mitglieder der Pariser Künstlervereinigung Cercle et Carré und der Folgevereinigung „Abstraction-Création“. In dieser Zeit festigte sich ihre langjährige Freundschaft zu dem Malerehepaar Sonia Terk und Robert Delaunay. Wassily Kandinsky, der mit seiner Frau Nina 1933 nach Frankreich emigriert war, freundete sich mit den Arps an; Joan Miró, Wolfgang Paalen, Florence Henri, Kurt Schwitters und Marcel Duchamp gehörten ebenfalls zu ihrem Freundeskreis.
Die Arps stellten nun vermehrt aus und schufen sich eine Basis innerhalb der abstrakt-konstruktivistischen Avantgarde. Die Jahre 1936–1939 wurden zu Sophie Taeubers glücklichster und intensivster Arbeitsphase, sie schuf in dieser Zeit etwa 117 Werke.

### Zeitschrift «plastique/PLASTIC»

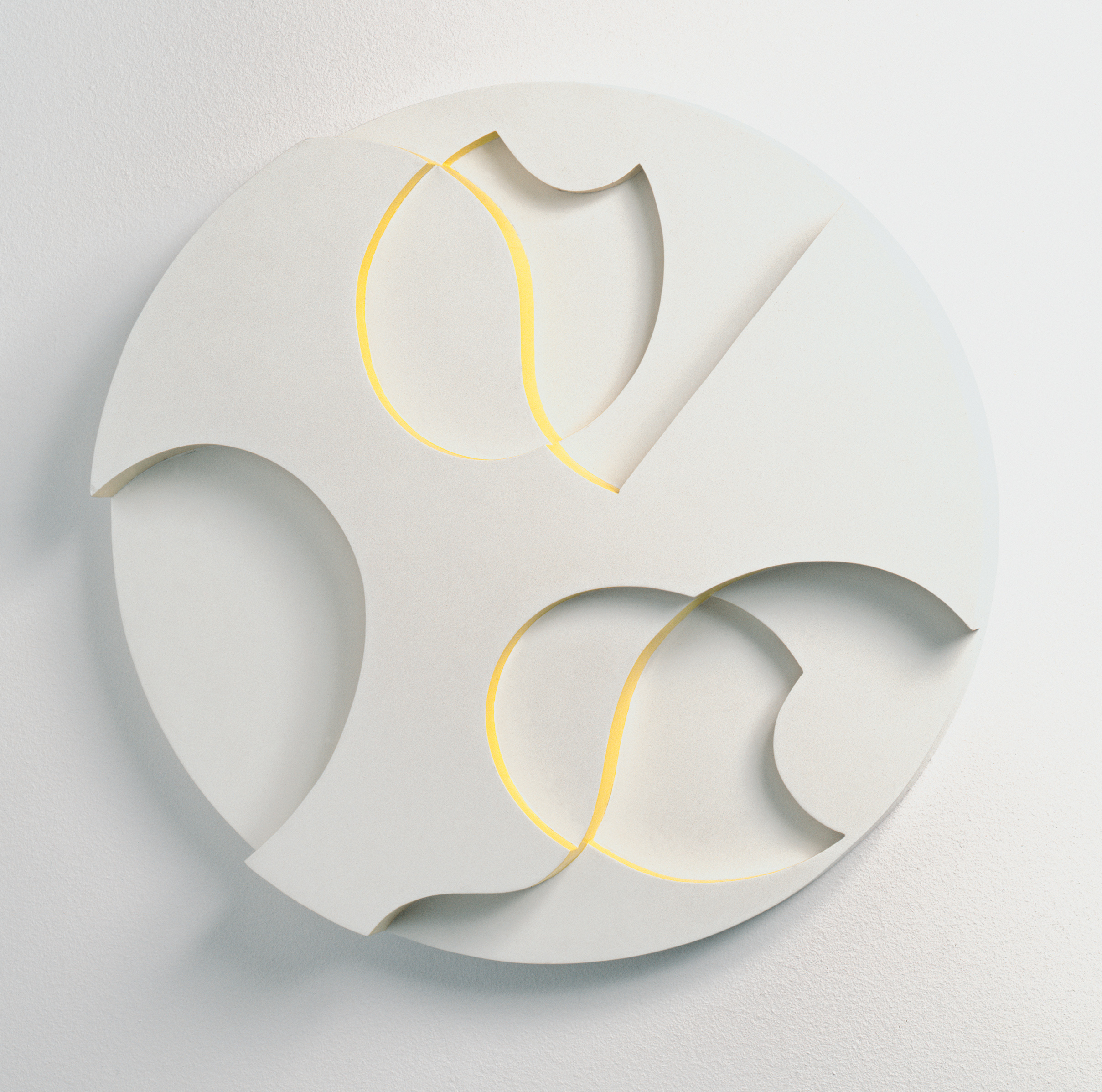
Muscheln und Blumen, 1938, Inventarnummer GKS1231, Depositum der Gottfried Keller-Stiftung im Aargauer Kunsthaus

Die dreisprachige Kunstzeitschrift plastique/PLASTIC wurde 1937 gegründet vom US-amerikanischen Sammler und Maler Albert Eugene Gallatin, dem in den Niederlanden geborenen und in Paris lebenden Künstler César Domela, dem US-amerikanischen Künstler George L.K. Morris sowie Sophie Taeuber-Arp, die als Herausgeberin des Heftes fungierte. Die Zeitschrift erschien auf Französisch, Englisch und Deutsch in Paris und New York und sollte die ungegenständliche, konstruktive Kunst bekannter machen. plastique/PLASTIC förderte Kooperation und Austausch zwischen europäischen und US-amerikanischen konstruktiven Künstlern und den an dieser Kunst Interessierten, wie Gönner und Sammler. Autoren der Zeitschrift waren etliche Künstler und Kunsttheoretiker; Hans Arp brachte zudem Gedichte von Künstlern ein. Sophie Taeuber-Arp erfüllte die zentralen Aufgaben: Redaktion, Korrespondenz mit internationalen Künstlern, von denen sie Beiträge erbat, Gestaltung/Layout, Kontrolle des Drucks, Vertrieb. Es war Taeuber-Arp ein kontinuierlich wichtiges Anliegen, die Entwicklung der konstruktiv-konkreten Kunst zu fördern, sie breiter bekannt zu machen und die Künstler in dieser in Europa politisch der Avantgarde-Kunst feindlichen Atmosphäre zu unterstützen. Bis 1939 erschienen fünf Ausgaben – dann verunmöglichte der Krieg eine Weiterführung.

### Kriegsjahre und Flucht

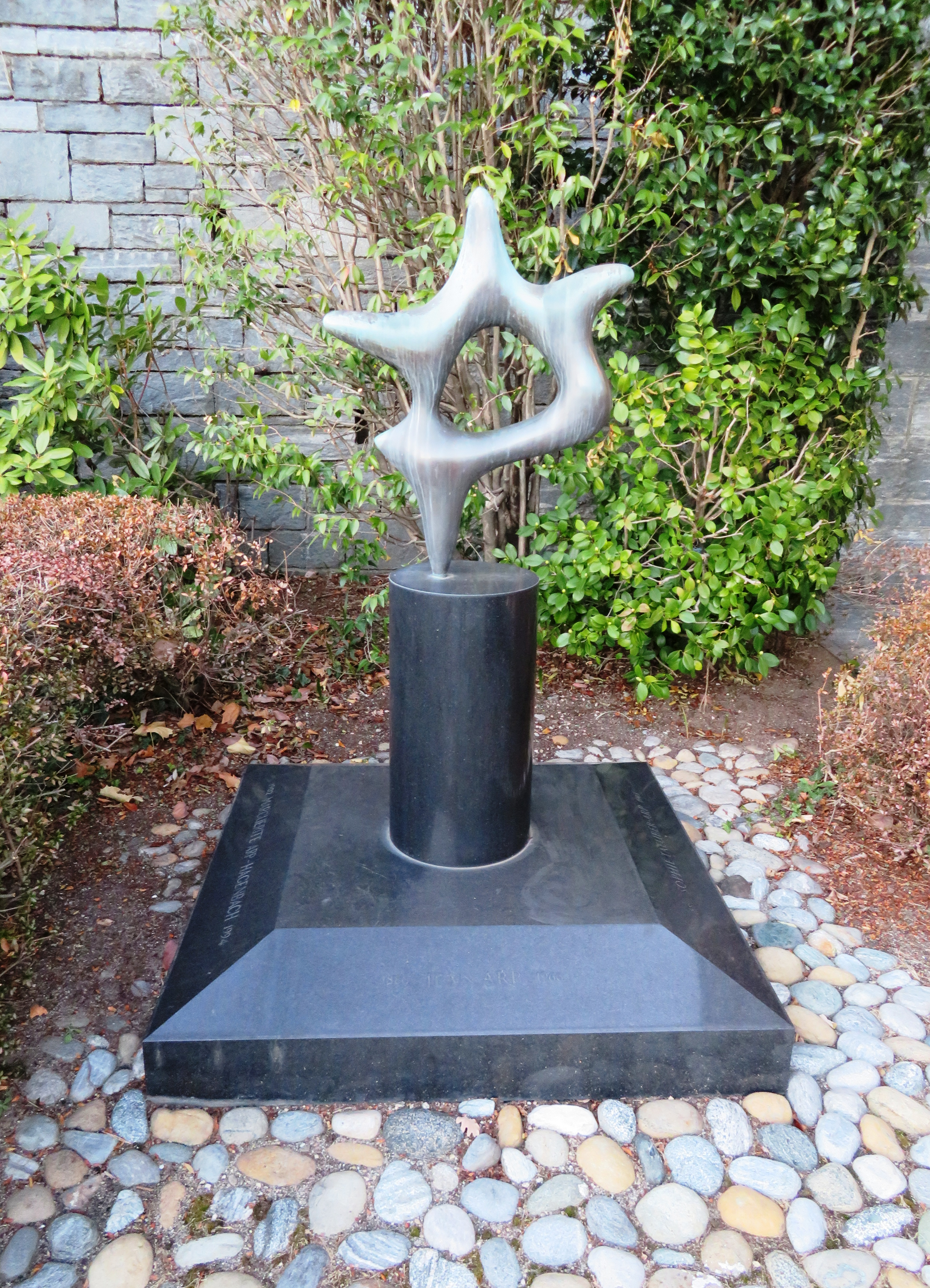
Grab von Sophie Taeuber-Arp, Hans Arp und Marguerite Arp-Hagenbach in Locarno

Lignes géométriques et ondoyantes, Zeichnung, 1941

Die Okkupation Frankreichs durch die Nationalsozialisten im Jahr 1940 zwang das Ehepaar, Clamart zu verlassen. Auf der Flucht vor den Besatzern gewährte Peggy Guggenheim ihnen vorübergehend Obdach. Im südfranzösischen Grasse arbeitete das Paar u. a. zusammen mit Sonja Delaunay-Terk. In Grasse litten die Arps unter Armut und Mangelernährung und waren angewiesen auf Lebensmittelpakete aus der Schweiz, die Sophies Schwester Erika Schlegel und die Kunstsammlerin Marguerite Hagenbach ihnen schickten. Sophie Taeuber-Arp arbeitete künstlerisch weiterhin intensiv: Es entstand u. a. eine umfangreiche Serie komplexer Kompositionen – Buntstift-Zeichnungen, die sie als „Lignes géometriques et ondoyantes“ bezeichnete (Farbe oder Leinwände für Ölgemälde waren nun kaum verfügbar). Trotz teilweiser Isolation nahmen die Arps weiterhin an Ausstellungen in Europa teil. Bevor die Nationalsozialisten auch in Grasse einmarschierten, flohen sie in die Schweiz nach Zürich.
Ihr letztes Neujahrsfest 1942/43 verbrachte Sophie Taeuber-Arp in Max Bills Haus in Zürich-Höngg. Sie starb in der Nacht zum 13. Januar 1943 an einer Kohlenstoffmonoxidvergiftung durch einen falsch gehandhabten Ofen im Haus der Bills. Sie fand ihre letzte Ruhestätte in einem gemeinsamen Grab mit Hans Arp und Marguerite Arp-Hagenbach auf einem Friedhof in Locarno.

## Werk und Rezeption
Die Bilder und Plastiken Taeuber-Arps und ihre Angewandten Werke (Bauskulptur, Teppiche und Ausstattung) brachten ihr erst postum Ruhm ein. Sie gehören zur konkreten, auch konstruktiv genannten Kunst. Vertikal-horizontale Kompositionen aus Dreiecken, Rechtecken, Kreisen, wellenförmigen Elementen, geraden und geschwungenen Linien waren ihr Formen-Repertoire. Die anfangs noch erkennbar angedeuteten Figuren (Menschen, Vögel) verschwanden bald ganz aus ihren Bildern und Reliefs. Ihre bewusst einfachen Gestaltungsmittel erreichen ein schwebendes, oft tänzerisch-bewegt anmutendes Gleichgewicht von Farben und Formen. Im Unterschied zum Konstruktivismus von Piet Mondrian oder Georges Vantongerloo wird die zur Objektivierung tendierende Arbeitsweise bei ihr oft durch eine tiefe Intimität der Farbgebung und durch humorvoll wirkende formale „Abweichungen“ von systematischen Mustern aufgefangen.

«Es war Sophie Taeuber, die mir durch das Beispiel ihrer klaren Arbeiten und ihres klaren Lebens den rechten Weg, den Weg zur Schönheit, zeigte. In dieser Welt bestehen Oben und Unten, Helligkeit und Dunkelheit, Ewigkeit und Vergänglichkeit in vollendetem Gleichgewicht. So schloss sich der Kreis.»

### Figuren (Auswahl)

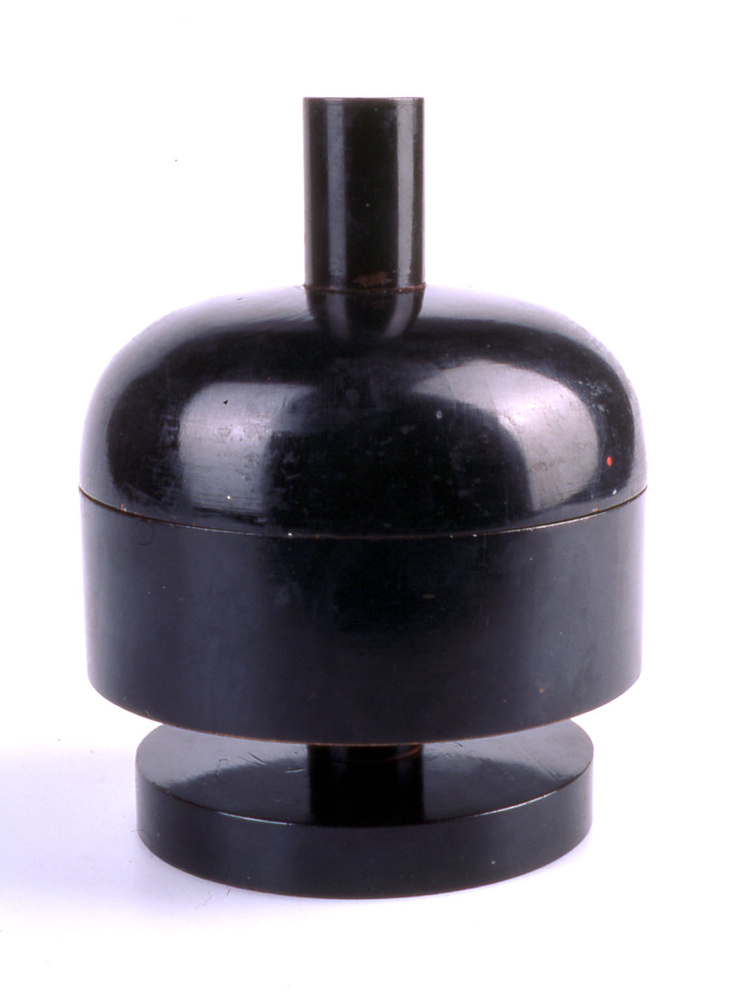
Coupe Dada, 1916
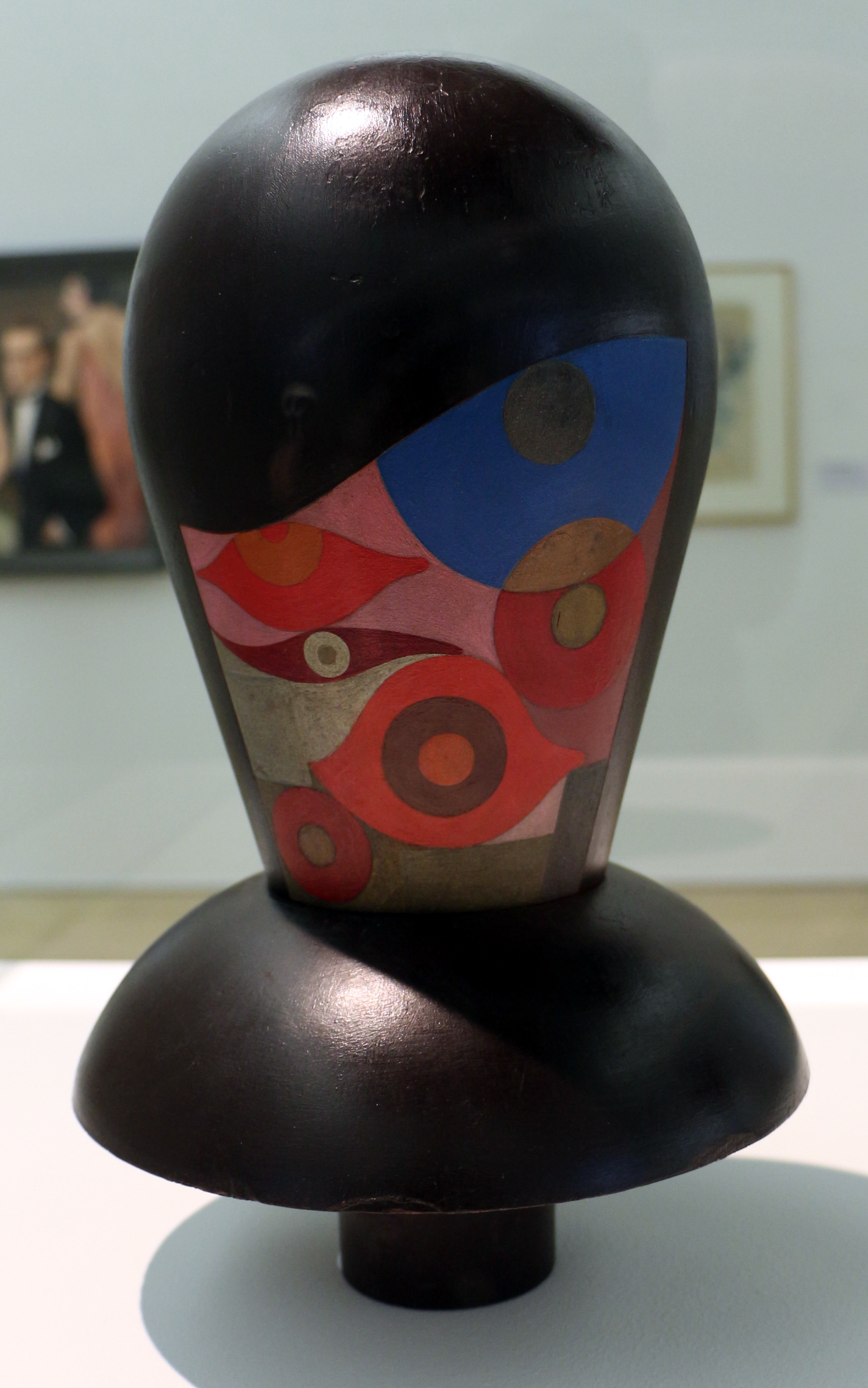
Dada-Kopf, 1918–19
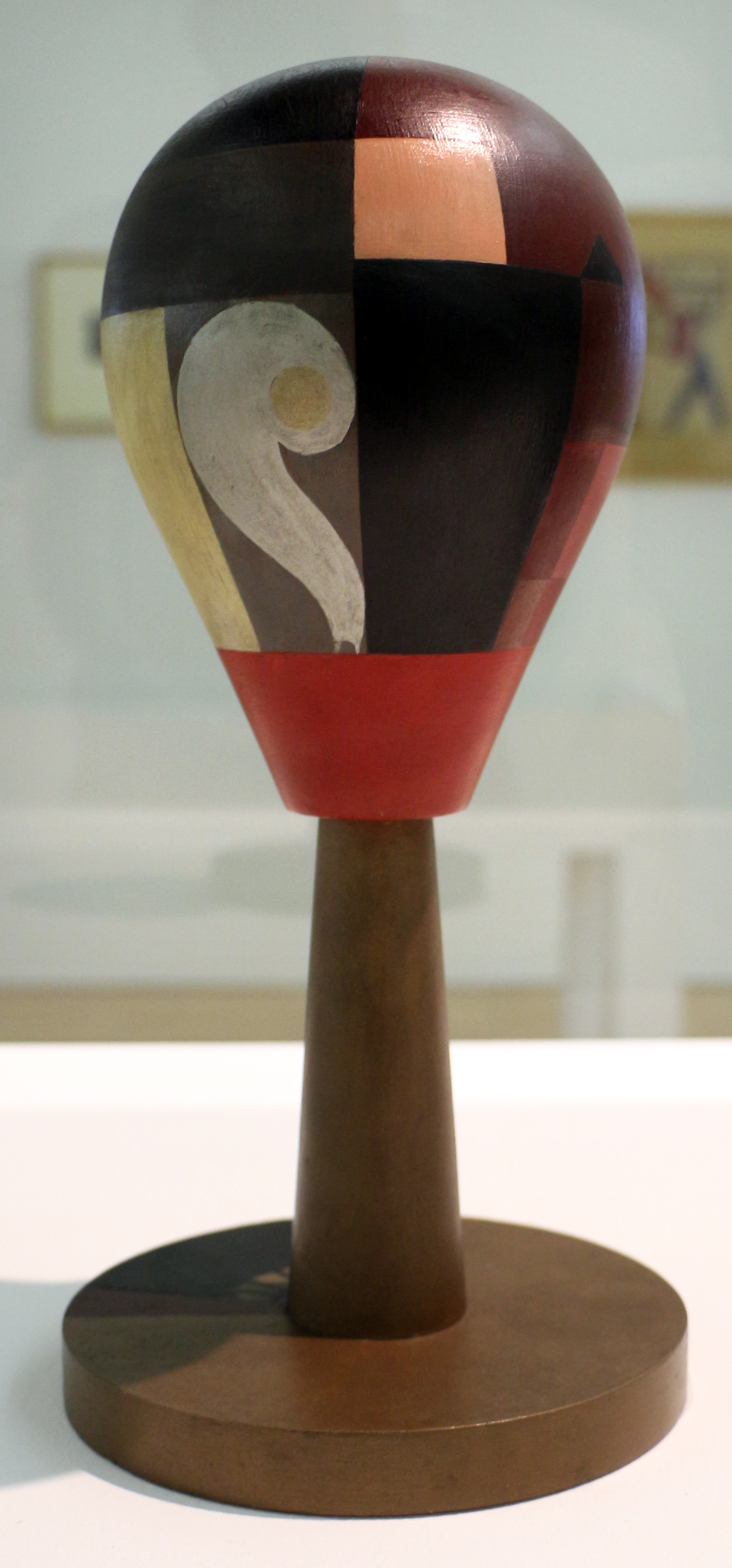
Dada-Kopf, 1920
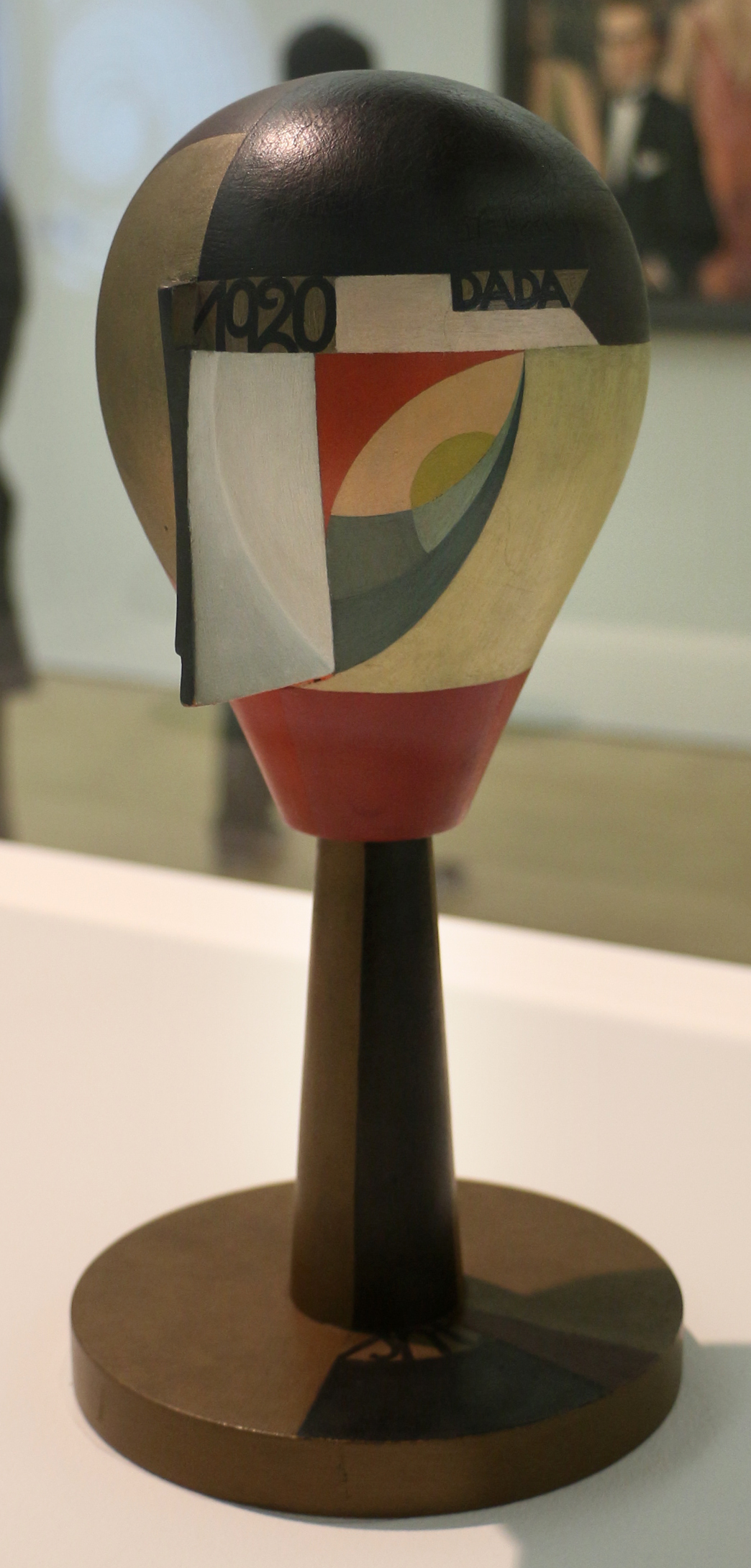
Dada-Kopf, 1920

Im Bewusstsein der Öffentlichkeit trat Sophie Taeuber, wie viele Frauen in der Kunst, für lange Zeit hinter ihrem viel bekannteren Ehemann Hans (Jean) Arp wenig in Erscheinung. Ihre Werke konnte sie trotzdem gemeinsam mit denen der bedeutendsten Konstruktivisten ausstellen, meist als einzige Frau. Bekannt sind ihre frühen DADA-Köpfe, gedrechselte Plastiken mit geometrisch gehaltenen aufgemalten Gesichtern. Viele Museen weltweit haben in ihren Sammlungen jeweils einzelne Bilder, Zeichnungen, Gouachen oder Holz-Reliefs von Sophie Taeuber-Arp.

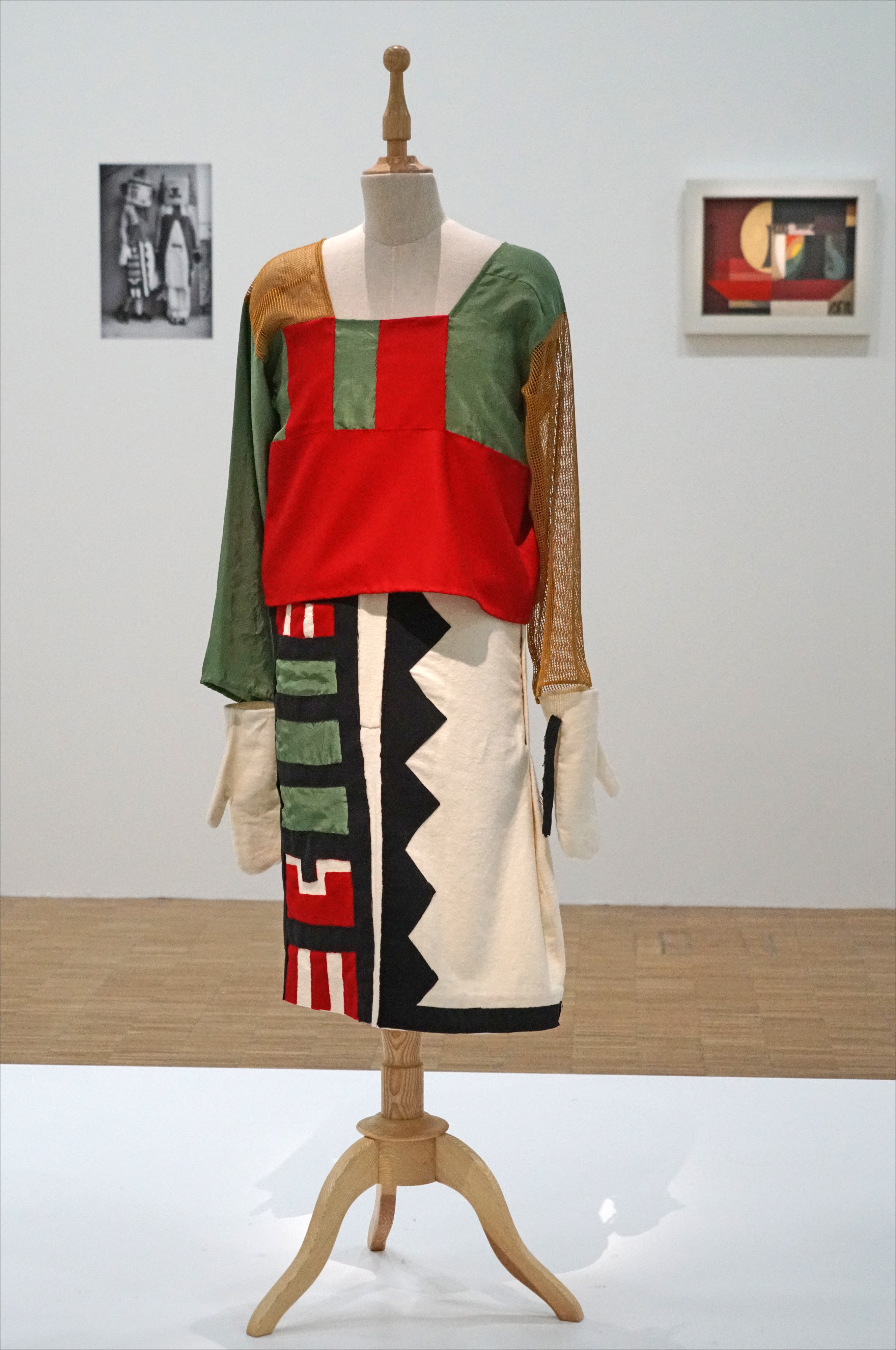
Hopi Kostüm von Sophie Taeuber-Arp, Centre Georges-Pompidou, Paris

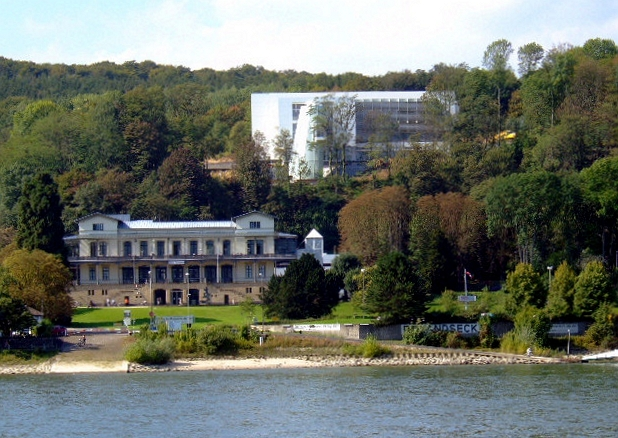
Das Arp Museum Bahnhof Rolandseck

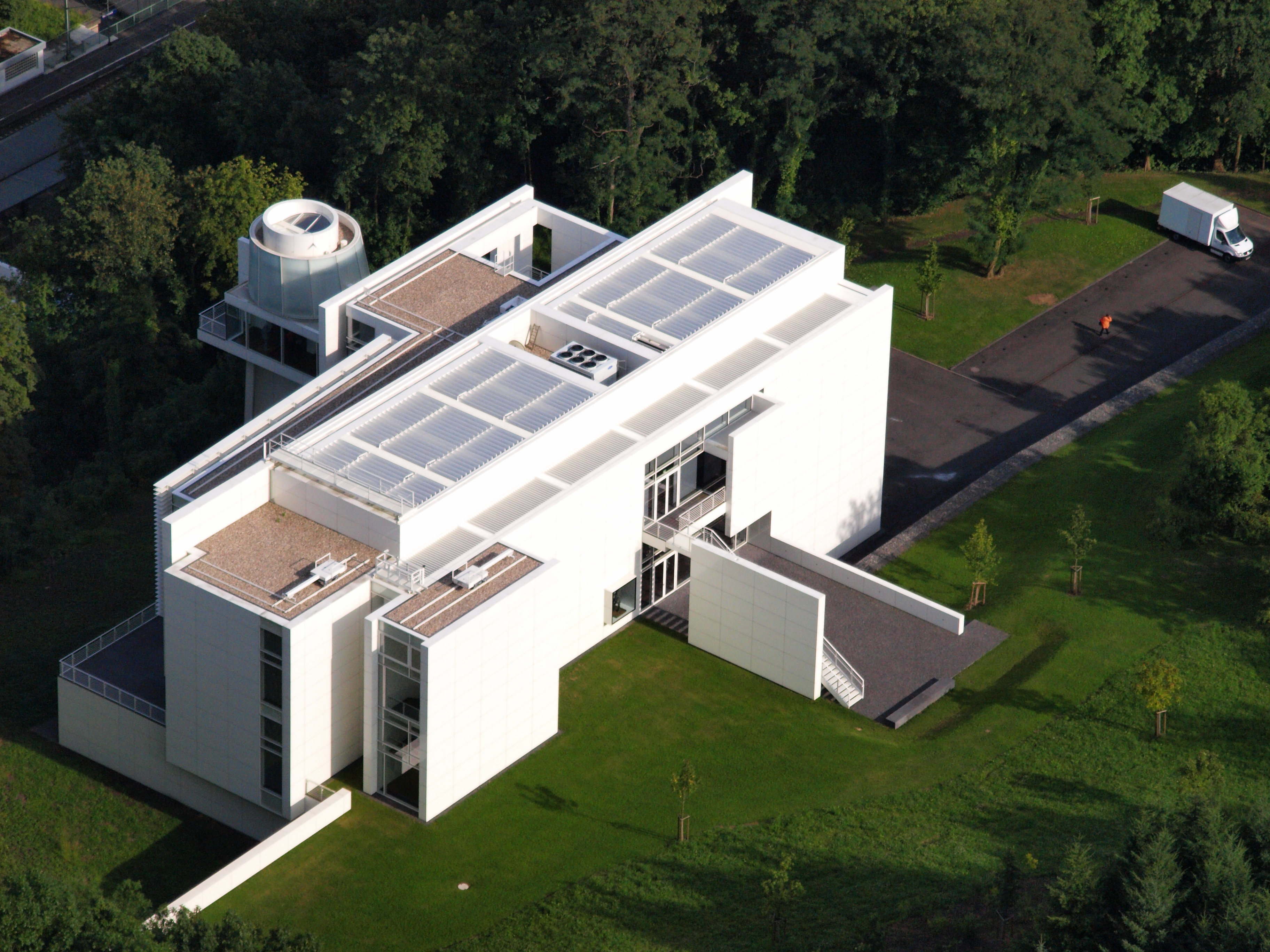
Arp Museum, Neubautrakt (Luftaufnahme)

Sophie Taeuber ist erst nach dem Zweiten Weltkrieg berühmt geworden. Einige ihrer Werke waren an der documenta 1 im Jahr 1955 ausgestellt. Im Zuge der Renaissance der Klassischen Moderne ist ihre Arbeit heute allgemein anerkannt und wird in Museen und umfassenden Ausstellungen gezeigt. Taeuber-Arp war als einzige Frau auf einer Banknote der Schweiz abgebildet: Die von 1995 bis 2016 gültige 50-Franken-Note zeigte ihr Porträt. Das Arp Museum Bahnhof Rolandseck wurde am 29. September 2007 im Remagener Ortsteil Rolandseck eröffnet. Es präsentiert im Gebäude des dortigen Bahnhofs und in einem Neubau Werke von Hans Arp und Sophie Taeuber-Arp.
Auch die Fondazione Marguerite Arp mit Sitz und Ausstellungsraum in Locarno-Solduno beschäftigt sich mit der Bewahrung des Erbes des Künstlerpaares.
Die luxemburgisch-schweizerische Medienkünstlerin Myriam Thyes befasst sich in ihrer Videoarbeit Sophie Taeuber-Arps Fluchtlinien (2015) mit Taeuber-Arps Lignes-Werkgruppe, Buntstiftzeichnungen, die in ihrem Exil in Südfrankreich (1940–1942) entstand.

## Ehrungen
In der achten Serie der Schweizer Banknoten (1995 bis 2021) war auf der Vorderseite das Antlitz der Künstlerin zu sehen und auf der Rückseite einer ihrer Dada-Köpfe. In Zürich-Oerlikon befindet sich unweit des Max-Bill-Platzes die Sophie-Taeuber-Strasse. In Strassburg und Berlin gedenkt man mit einer Rue Sophie Taeuber-Arp und einem Sophie-Taeuber-Arp-Weg ebenfalls der herausragenden Schweizer Künstlerin.

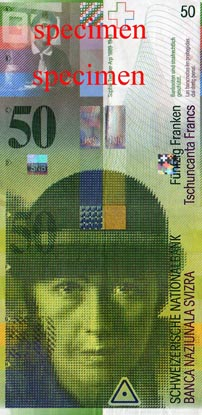
50-Franken-Note mit dem Porträt von Taeuber-Arp
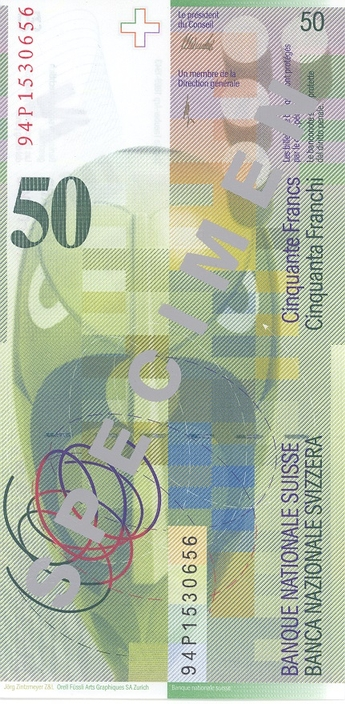
Rückseite der 50-Franken-Note mit Dada-Kopf von Sophie Taeuber Arp (Portrait von Hans Arp), 1918

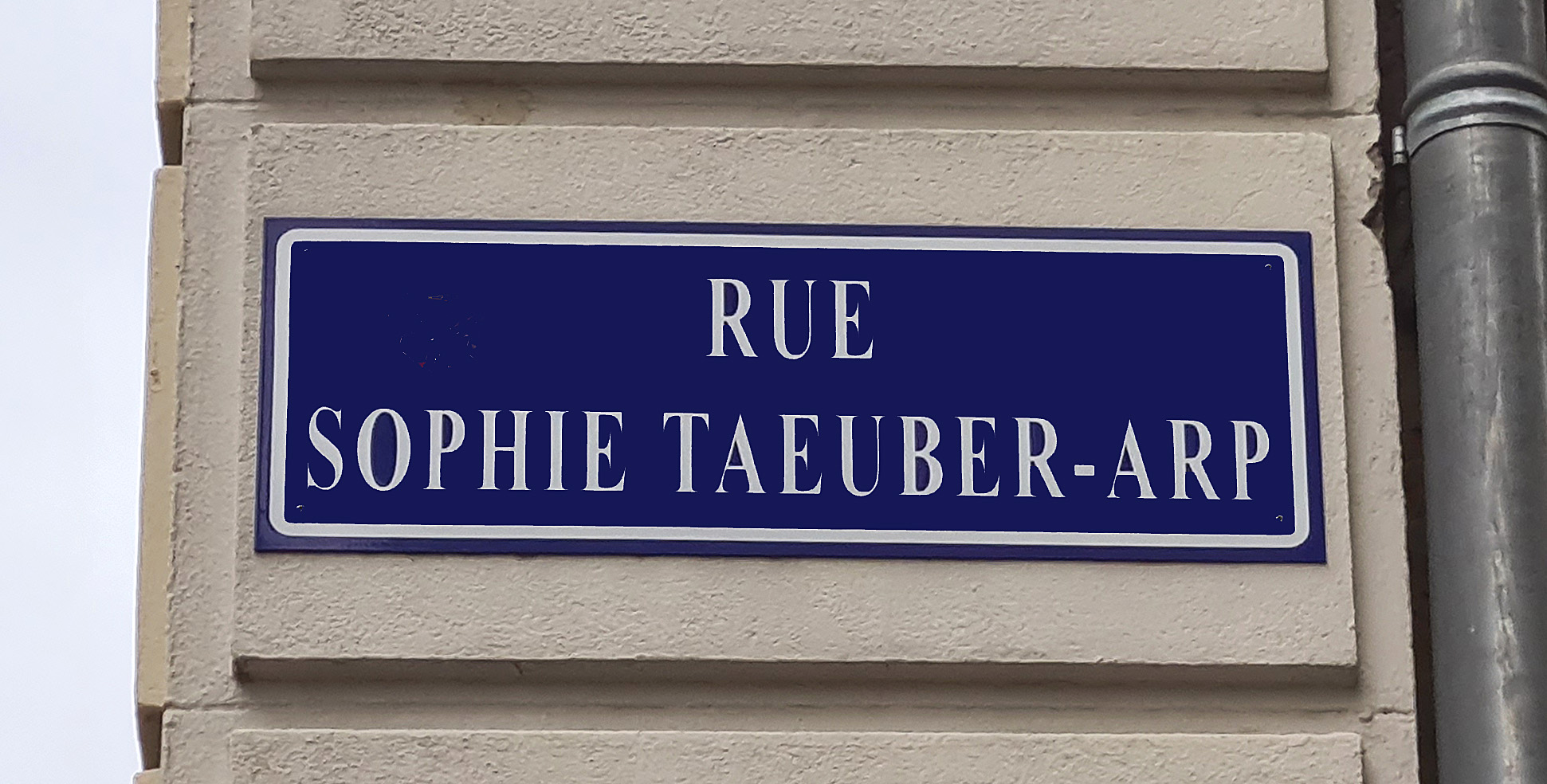
Rue Sophie Taeuber-Arp, Strassburg
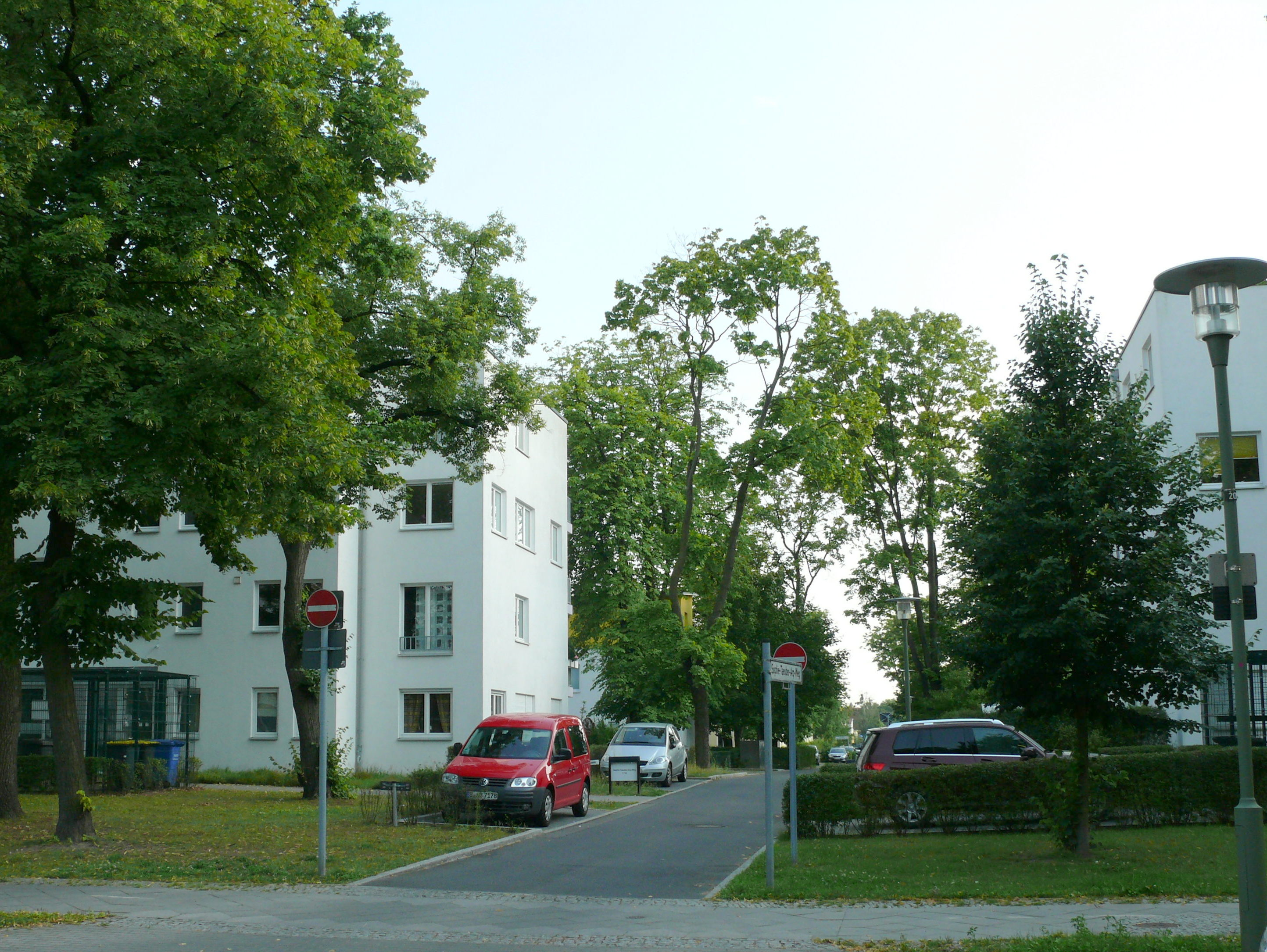
Sophie-Taeuber-Arp-Weg, Berlin-Lichterfelde
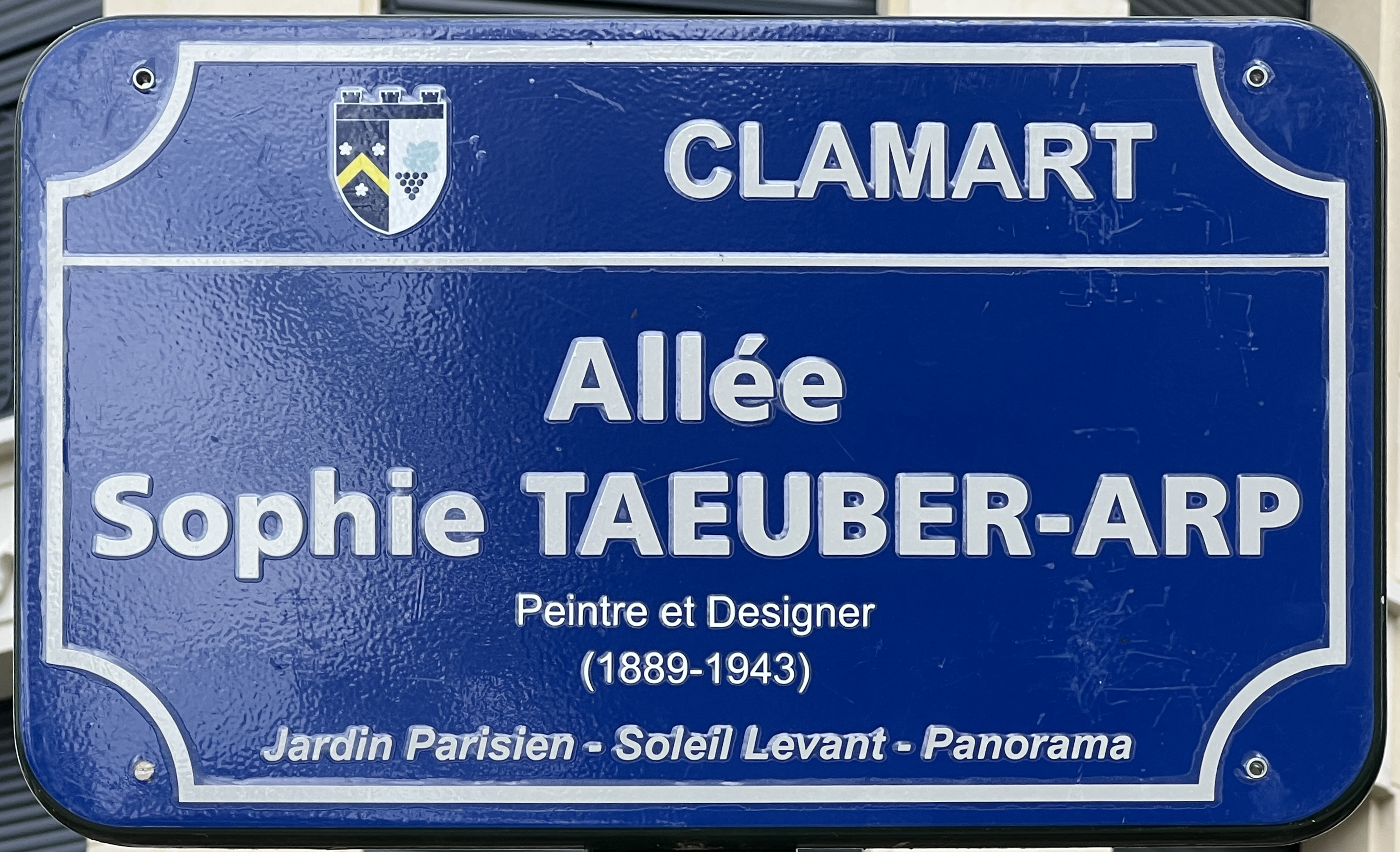
Allée Sophie Taeuber-Arp, Clamart

## Schriften
- Mit Blanche Gauchat: Anleitung zum Unterricht für textile Berufe. Hrsg. von der Gewerbeschule der Stadt Zürich. Zürich 1927.
- Bemerkungen über den Unterricht im ornamentalen Entwerfen. In: Korrespondenzblatt des Schweiz. Vereins der Gewerbe- und Hauswirtschaftslehrerinnen. Nr. 11/12. Bd. 14. S. 156–159.
- Sophie Taeuber gab zwischen 1937 und 1939 die französisch-amerikanische Zeitschrift Plastiques-plastic, Paris – New York heraus, von der insgesamt 5 Nummern erschienen sind. Regelmässige Mitarbeiter der Zeitschrift waren neben Hans Arp und Sophie Taeuber der Maler, Typograph und Photograph Cesar Domela (1900–1992), der Kunstsammler Albert Eugene Gallatin (1881–1952) und der amerikanische Kunstkritiker George L. K. Morris (1905–1975).
- Die Zentralbibliothek Zürich hat 2012 ca. 450 unveröffentlichte Briefe und Postkarten von Sophie Taeuber-Arp aus den Jahren 1905–1942 angekauft. Sie wurden in einem Forschungs- und Publikationsprojekt an der Zürcher Hochschule der Künste unter Leitung von Sigrid Schade aufgearbeitet. 2021 sind sie in drei Bänden herausgegeben von Medea Hoch, Walburga Krupp und Sigrid Schade im Nimbus-Verlag erschienen.[24][25]

## Ausstellungen (Auswahl)
- 1936: Zeitprobleme in der Schweizer Malerei und Plastik. Kunsthaus Zürich.[26][27]
- 1937: Konstruktivisten. Kunsthalle Basel. In dieser Gruppenausstellung wurden 24 Werke von Sophie Taeuber-Arp gezeigt.[28]
- 1981: Sophie Taeuber-Arp. Museum of Modern Art, New York. Katalog
- 1983: Sophie Taeuber. Museo Communale, Ascona, Quadrat Bottrop, Bottrop
- 1989: Sophie Taeuber-Arp, Hans Arp. Künstlerpaare – Künstlerfreunde. Kunstmuseum Bern, Stiftung Hans Arp und Sophie Taeuber-Arp, Rolandseck, Von der Heydt-Museum, Wuppertal. Katalog
- 1991: Sophie Taeuber-Arp, Hans Arp. Besonderheiten eines Zweiklangs. Staatliche Kunstsammlungen Dresden, Albertinum, 9. Juni bis 11. August 1991
- 1994: Sophie Taeuber-Arp (1889–1943). Städtische Galerie im Lenbachhaus und Kunstbau, München[29]
- 2003: Sophie Taeuber-Arp. Variations. Kunstmuseum Solothurn, Solothurn
- 2006: Jean Arp & Sophie Taeuber-Arp. Dada e oltre. Museo Correr, Venedig
- 2007: Sophie Taeuber-Arp. Gestalterin, Architektin, Tänzerin. Museum Bellerive, Zürich
- 2007: Sophie Taeuber, Rythmes plastiques, réalités architecturales. Fondation Arp, Clamart
- 2008: Licht auf Arp. Werke von Hans Arp und Sophie Taeuber Arp aus der Sammlung des Landes Rheinland-Pfalz.
- 2009: Sophie Taeuber-Arp. Camminos de vanguardia. Museo Picasso Málaga, Málaga
- 2009: Bewegung und Gleichgewicht. Sophie Taeuber-Arp 1889–1943. Kirchner Museum Davos; Arp Museum Bahnhof Rolandseck, Remagen. Katalog ISBN 978-3-86678-320-1.
- 2011–2012: Die andere Seite des Mondes. Künstlerinnen der Avantgarde. Kunstsammlung Nordrhein-Westfalen, K20, Düsseldorf. Katalog: DuMont Verlag, 2011.
- 2014: Sophie Taeuber-Arp – Heute ist Morgen. Aargauer Kunsthaus, Aarau
- 2016: ZweiKlang – Sophie Taeuber und Hans Arp. Städtische Galerie Bietigheim-Bissingen, 16. April bis 3. Juli 2016
- 2021: Sophie Taeuber-Arp – Gelebte Abstraktion. Kunstmuseum Basel, 20. März bis 20. Juni 2021[30]
- 2021 Sophie Taeuber-Arp. Tate Modern, London, 15. Juli bis 17. Oktober 2021[31]
- 2021: Sophie Taeuber-Arp – Living Abstraction. Museum of Modern Art, New York, 21. November 2021 bis 12. März 2022[32]

## Film
- Christoph Kühn: Sophie Taeuber-Arp. Dokumentarfilm, ventura film 1993, 44 min.
- Marina Rumjanzewa: Die bekannte Unbekannte. Sophie Taeuber Arp. Dokumentarfilm, SRF/3sat 2012, 52 Minuten[33]